# Британская империя
Брита́нская импе́рия (англ. British Empire) — колониальная империя во главе с метрополией, владевшей наибольшим количеством территорий из когда-либо существовавших государств за всю историю человечества с колониями на всех пяти обитаемых континентах. Наибольшей площадью империя обладала до 1919 года (если не рассматривать как часть империи полученные позже в управление мандатные и подопечные территории), тогда Соединённое Королевство управляло землями, простиравшимися на 31 878 965 км² (не включая приблизительно 8,1 млн км² непризнанных и де-факто неконтролируемых территорий в Антарктике, на которые до сих пор претендуют Великобритания и её бывшие доминионы: Австралия и Новая Зеландия), что составляет около 22 % земной суши. Общая численность населения империи составляла примерно 480 млн человек (примерно одна четвёртая часть человечества). Именно наследием Pax Britannica объясняется роль английского языка как наиболее распространённого в мире в сферах политики, спорта, музыки, транспорта, торговли и т. д.
История Британской империи по сей день играет большую роль в жизни таких стран как Соединённые Штаты Америки, Канада, Индия, Австралия, Новая Зеландия, Сингапур, Ирландия, Германия, Франция и в множестве других.

## Обзор

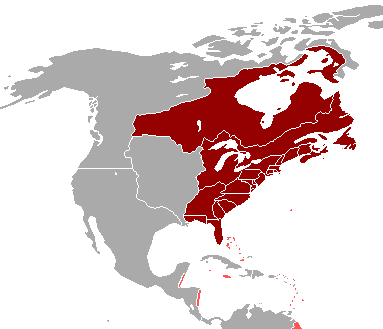
Британская Америка

Британская империя росла в течение более чем двух сотен лет. Кульминацией расширения колоссального государства принято считать начало XX века. В это время многообразие различных территорий на всех континентах справедливо называют империей, «над которой никогда не заходит солнце».
Экспансивные этапы урегулирования и завоеваний начались с относительно мирного этапа торговли и дипломатии. Империя способствовала распространению британских технологий, торговли, английского языка и формы правления по всему миру. Имперская гегемония имеет решающее значение для экономического роста и влияния Соединённого Королевства на политику многих стран.
Из устройства колоний ясно, что влияние Британской империи имело довольно двусмысленный характер. В колонии были завезены английский язык, административные и правовые рамки, созданные по образу и подобию самой Великобритании. В ходе деколонизации Соединённого Королевства состоялась попытка ввести в бывших колониях парламентскую демократию и верховенство права, хотя и с разной степенью успеха. Большинство колоний решили, что Содружество наций заменяет им Империю в психологическом плане.
Британские колонии служили главным образом экономическим интересам Соединённого Королевства. Хотя в колониях эмигрантов создавалась инфраструктура для образования независимой экономики, но в тропических регионах Африки и Азии они играли только роль поставщиков сырья и получили лишь минимальную часть инфраструктуры. Сегодня экономика многих слаборазвитых стран (англ. Less developed countries) зачастую зависит от экспорта сырьевых ресурсов.
Расширение Британской империи в результате её внешней политики было основано на самосознании «этнической исключительности» англосаксов, принципе «верховенства расы завоевателей». Одним из основных столпов британского колониального права является то, что конфликты между различными этническими группами служили для поддержания колониального господства. Этот классический принцип «разделяй и властвуй» является причиной многих конфликтов современности, как, например, в Северной Ирландии, Индии, Зимбабве, Судане, Уганде или Ираке. Типичным примером является восстание Мау Мау в Кении с 1952 по 1957 год, когда небольшие восстания превращались в кровавые войны развитых племён. В ходе этого восстания в общей сложности погибло несколько сотен англичан, в то время как в коренных племенах насчитывалось, по разным оценкам, от 18 000 до 30 000 жертв.

## Европейские владения (ранний период)
Хотя в Средние века Англия была преимущественно островным государством, она до XVI века не имела военно-морского флота и часто была объектом атак с континента. Сами англы и саксы прибыли на Британские острова из Германии. Вначале их военные отряды были приглашены местными британскими властителями, незадолго до этого получившими независимость от Римской империи, но не имевшими достаточных сил для её защиты, а затем основали здесь собственные королевства. Очередное завоевание Англии было осуществлено французскими норманнами в 1066 году, после чего возглавлявший их нормандский герцог Вильгельм I Завоеватель основал новую династию и разделил все англосаксонские земли между французскими баронами. Не ограничившись владениями англосаксов и бриттов, наследники Вильгельма в 1169 году начали колонизацию Ирландии и впоследствии присоединили к своему королевству Уэльс (1282 г.). Шотландия присоединилась к Англии на правах равноправного государства в XVII веке. На континенте английские короли также владели половиной Франции и претендовали на французский престол, до тех пор пока в ходе Столетней войны Англия не потеряла все подвластные себе французские территории. Усиление Франции совпало с расколом в среде английской знати, за которым последовала война Алой и Белой розы и новое завоевание страны основателем династии Тюдоров, Генрихом VII.

## «Первая британская империя», 1583 (предположительно) —1783 гг.

### Первые американские колонии

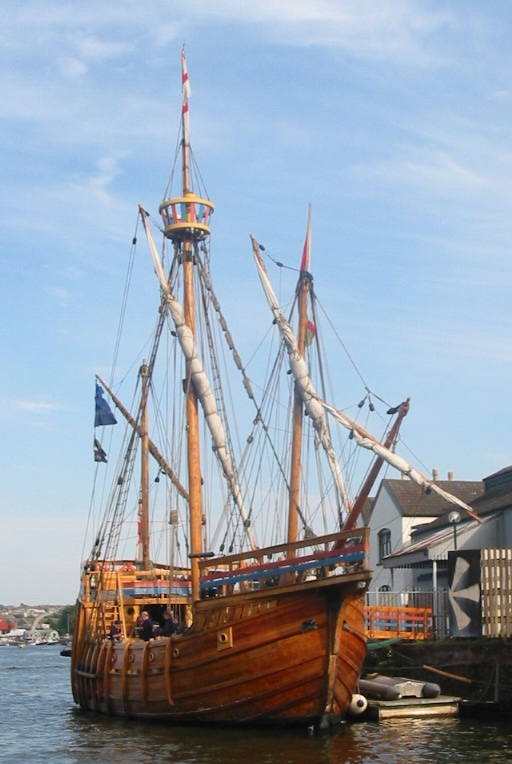
Реконструкция судна, на котором Джон Кабот отправился во второе и последнее своё путешествие к берегам Америки

Ещё в 1496 году, вскоре после успешных плаваний Колумба, король Генрих VII направил в Атлантический океан экспедицию Кабота с поручением исследовать новые торговые пути в Азию. Как и Колумб, Кабот, достигший острова Ньюфаундленд в 1497 году, принял его за азиатский берег и привёз известия об этом в Англию. Но из следующей экспедиции, состоявшейся через год, его судно не вернулось.
На этом английские плавания в Новый Свет надолго прекратились. В XVI веке Англию сотрясала реформация, в результате которой обострились англо-испанские противоречия, приведшие к открытой войне в конце этого столетия.
В 1562 году британское правительство выдало каперские патенты приватирам Хокинсу и Дрейку, которые не без успеха занялись в южных морях работорговлей и пиратством. Их морской опыт был впоследствии использован для создания британского военно-морского флота и послужил примером для целого ряда других приватиров на службе английской короне. В частности, в 1578 году Елизавета I выдала аналогичный патент Гилберту Хемфри. В том же году Гилберт отправился в Вест-Индию с намерением заняться пиратством и основать колонию в Северной Америке, но экспедиция была прервана ещё до того как он пересёк Атлантику. В 1583 году Гилберт предпринял вторую попытку, в этот раз добравшись до острова Ньюфаундленд, бухту которого он формально провозгласил английской. На обратном пути в Англию он скончался, и его дело продолжал его брат Уолтер Рэли, которому был выдан собственный патент в 1584 году. Через год Рэли основал колонию Роанок на побережье современной Северной Каролины, но недостаток опыта и снабжения, а также, вероятно, меры принятые против англичан испанцами, привели к тому, что колония потерпела неудачу. Впоследствии англичане предприняли ещё несколько попыток основать временные колонии в Северной Америке, в том числе на её тихоокеанском побережье (во время кругосветного плавания Дрейка), но все они до начала XVII в. были эвакуированы или исчезли без следа.

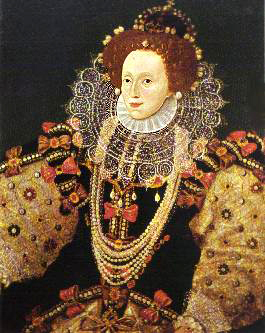
Королева Елизавета I.

После разгрома в 1588 году «Непобедимой армады» мощь Испанской империи была подломлена и в дальнейшем Испания не представляла особой угрозы для развития будущей Британской империи. Непобедимую армаду постигла неудача: суда попали в бурю, часть флота погибла, разбившись о скалы, а другую потопили англичане. «Разбита и развеяна по всем румбам», доложил вице-адмирал Фрэнсис Дрейк.
Разгром Английской армады привёл к финансовому кризису.
В 1603 году король Яков I взошёл на английский престол и в следующем 1604 году заключил Лондонский мир, который завершил военные действия с Испанией. Согласно принципу Status quo ante bellum, обе страны возвращались к довоенному состоянию без каких-либо территориальных изменений. Теперь, во время мира со своим основным противником, английское внимание сместилось от нападений на иностранную колониальную инфраструктуру к делу создания своих собственных заморских колоний. Основание Британской империи наконец состоялось в начале XVII века с появлением небольших английских поселений в Северной Америке и Вест-Индии и организацией ряда частных компаний для торговли с Азией (в том числе Ост-Индской компании в 1600 году). Закон об унии 1707 года провозгласил Британскую Империю. Период от этого времени до потери Тринадцати колоний во время Американской войны за независимость к концу XVIII века впоследствии стали называть «Первой Британской империей».

### Америка, Африка и работорговля
Британская Вест-Индия первоначально предоставляла собой наиболее важные и выгодные английские колонии, но прежде чем они стали успешными, несколько попыток колонизации провалились. Так, попытка основать колонию в Британской Гвиане в 1604 году продолжалась всего два года и потерпела неудачу в своей основной задаче — найти золото, так как англичане долго пытались повторить опыт испанской колонизации и использовать собственные колонии как источник драгоценных металлов. Колонии Сент-Люсия (1605) и Гренада (1609) также вскоре исчезли, но в конце концов поселения были успешно основаны на островах Сент-Китс (1624), Барбадос (1627) и Невис (1628). Успех этих колоний объяснялся тем, что они переняли систему выращивания сахарного тростника, успешно используемую португальцами в Бразилии. Она зависела от труда рабов, которых вначале приобретали преимущественно у голландских работорговцев, покупавших затем производимый здесь сахар для перепродажи в Европе. Чтобы гарантировать, что непрерывно возраставшие прибыли от этой торговли останутся в английских руках, английский парламент в 1651 году постановил, что только английские корабли смогут заниматься торговлей в английских колониях. Это привело к конфликтам с Объединёнными голландскими провинциями и серии англо-голландских войн, в результате усиливших английские позиции в Америке за счёт голландских. В 1655 году Англия аннексировала остров Ямайка у Испании, а в 1666 году успешно колонизировала Багамы.

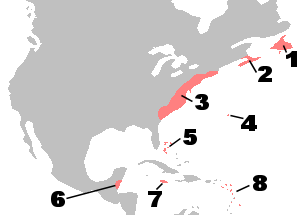
Британские колонии в Северной Америке в 1750 году:
- Ньюфаундленд;
- Нова Скотия;
- Тринадцать колоний;
- Бермуды;
- Багамы;
- Британский Гондурас;
- Ямайка;
- Малые Антильские острова.

Первое постоянное английское поселение на американском континенте было основано в 1607 году в Джеймстауне. Оно управлялось частной Виргинской компанией, подразделение которой основало также колонию на Бермудских островах, открытых в 1609 году. Права компании были объявлены недействительным в 1624 году и корона приняла на себя прямое управление, основав таким образом колонию Виргиния. Хотя производством сахара здесь не занимались, к экономическому успеху местные колонисты пришли благодаря выращиванию табака и других сельскохозяйственных культур. Аналогичная компания — London and Bristol Company — была создана в 1610 году с целью основания постоянного поселения на о. Ньюфаундленд, но эта попытка оказалась неудачной. В 1620 году была основана колония Плимут как прибежище для части английского религиозного меньшинства, пуритан, позже известных как пилигримы. Бегство от религиозного преследования впоследствии стало для многих будущих английских колонистов причиной отважиться на трудное трансатлантическое путешествие: Мэриленд был основан как колония для католиков (1634), Коннектикут (1639) — для конгрегационалистов, а Род-Айленд (1636) впервые в Америке объявил о своей религиозной толерантности. Провинция Каролина была основана в 1663 году. В 1664 году Англия получила контроль над голландской провинцией Новый Амстердам (переименованной в Нью-Йорк) посредством переговоров последовавших за второй англо-голландской войной, в обмен на Суринам. В 1681 году Вильям Пенн основал колонию Пенсильвания.
По сравнению с Вест-Индийскими, колонии на континенте были финансово менее удачными, но имели большие площади хорошей сельскохозяйственной земли и привлекали гораздо большее число английских эмигрантов, которые предпочитали их умеренный климат. Из них южные колонии экономически были ориентированы на крупное сельскохозяйственное производство с широким использованием рабского труда. На севере преобладали мелкие фермерские хозяйства, а также деревообрабатывающая промышленность и кораблестроение. Значительные прибыли давала также торговля с индейцами, у которых колонисты приобретали ценные меха в обмен на изделия из металлов и ром, изготовлявшийся из отходов при производстве сахара. В 1670 году король Карл II предоставил компании Гудзонова залива право на монопольную торговлю мехом на территории позже известной как Земля Руперта (обширный участок территории, которая позже образовала большую часть Канады). Английские форты и торговые посты, основанные компанией, часто бывали мишенью нападений со стороны французов, которые основали свою собственную компанию по торговле мехом в расположенной рядом Новой Франции.
Через два года начала действовать Королевская африканская компания, получившая монопольное право на торговлю рабами в колониях английской Америки. Рабство было положено в основу экономики «Первой империи». До отмены работорговли в 1807 году Британия была ответственна за транспортировку 3,5 миллионов африканских рабов в Америку, трети всех рабов перевезённых через Атлантику. Для поддержки работорговли на берегу Западной Африки были основаны форты, такие как остров Джеймс, Аккра и Банс. В британской Вест-Индии чернокожее население выросло с 25 % в 1650 году до приблизительно 80 % в 1780 году, а на американском континенте с 10 % до 40 % за тот же период (в основном в южных колониях). Работорговля была чрезвычайно выгодным занятием, в особенности для купцов из западных британских городов Бристоль и Ливерпуль, которые сформировали так называемую треугольную торговлю с Африкой и Америкой. Тяжёлые и негигиеничные условия на кораблях, а также скудное питание приводили к тому, что средний уровень смертности во время перевозки рабов через Атлантику (middle passage) был один из семи.
В 1695 году шотландский парламент предоставил одной из частных компаний (The Company of Scotland Trading to Africa and the Indies) право основать поселение на Панамском перешейке с целью постройки там канала. Экспедиция отправилась за океан в 1698 году, но потерпела неудачу. Осаждённая соседними испанскими колонистами из Новой Гранады и заражённая малярией, шотландская колония была оставлена через два года. Этот проект (Dariush scheme) стал финансовой катастрофой для Шотландии — четверть шотландского капитала была потеряна на нём, что поставило крест на шотландских надеждах создать собственную морскую империю. Эпизод с непостроенным панамским каналом также имел важные политические последствия, склонив и Англию и Шотландию к объединению и созданию Соединённого Королевства.

### Конкуренция с Голландией в Азии

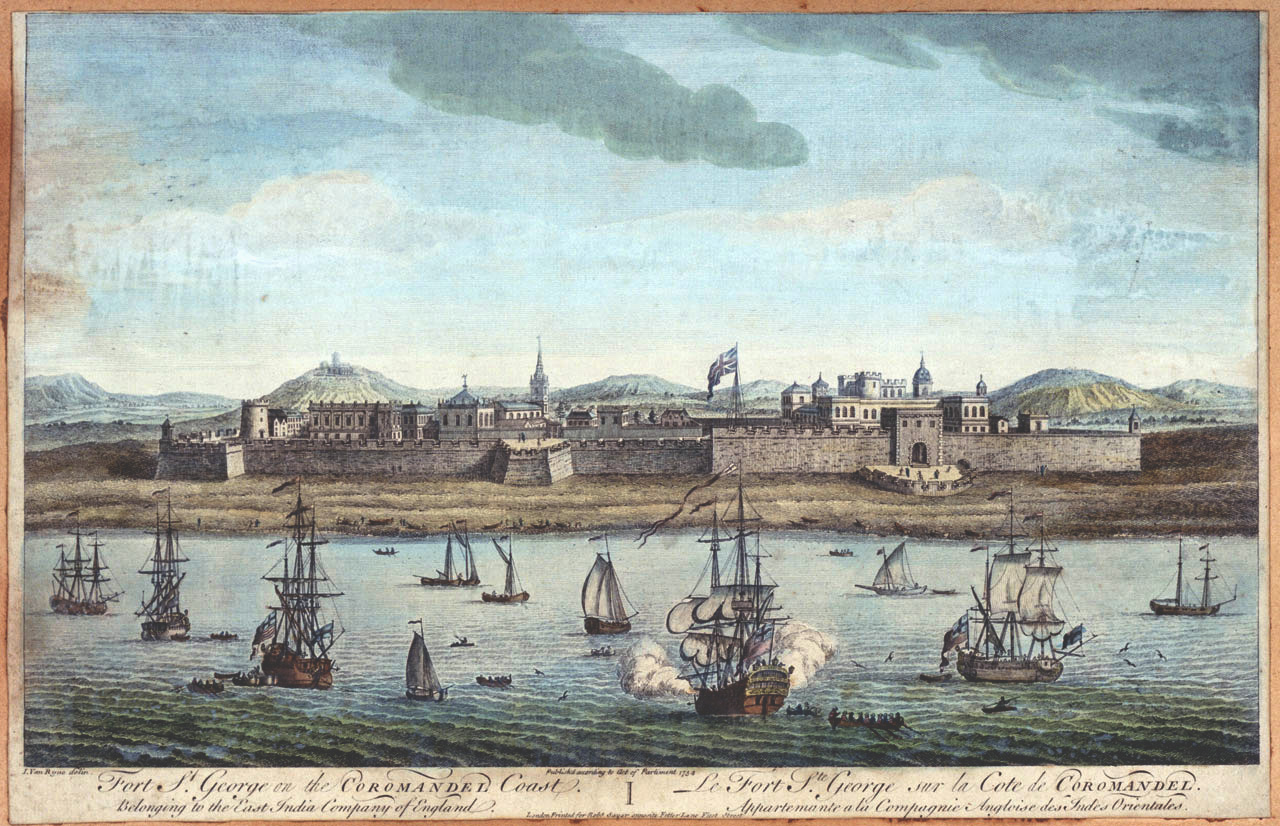
Форт Св. Георга, будущий город Мадрас в 1639 г.

В конце XVI века Англия и Голландия бросили вызов португальской монопольной торговле с Азией, сформировав частные акционерные компании для финансирования путешествий — Английскую (позднее Британскую), и Голландскую Ост-Индийские компании, основанные в 1600 и 1602 годах соответственно. Их основной целью было перехватить прибыльную торговлю пряностями, и они сосредоточили свои усилия на их источнике, Малайском архипелаге, и на важнейшем узле всей торговой сети — Индии. Тесные контакты между Лондоном и Амстердамом через Северное море и интенсивная конкуренция между ними привели к конфликту между двумя компаниями. В результате Голландия получила господство на Молуккских островах (ранее бывшим оплотом Португалии) после ухода оттуда англичан в 1622 году, а Англия закрепилась в Индии, в Сурате, после основания там фабрики в 1613 году. Хотя Англия в конце концов затмила Голландию как колониальная держава, в краткосрочной перспективе более развитая голландская финансовая система и англо-голландские войны в течение XVII века дали Голландии сравнительно более сильные позиции в Азии. Вражда между Англией и Голландией прекратилась после Славной революции 1688 года, когда нидерландский штатгальтер Вильгельм Оранский взошёл на английский трон, принеся мир обеим странам. Сделка между двумя нациями оставила торговлю специями с Индонезийским архипелагом за Голландией, а текстильную промышленность Индии — за Англией, но по прибыльности торговля текстилём вскоре обогнала пряности, и к 1720 году британская Ост-Индийская компания обогнала голландскую по продажам. В Индии английская Ост-Индийская компания сместила своё внимание с Сурата, центра торговли пряностями, к форту Сент-Джордж (позже Мадрас), Бомбею, уступленному португальцами королю Карлу II в 1661 году в качестве приданого Екатерины Брагасской), и к деревне Сутанути (Sutanuti), которая впоследствии соединилась с двумя другими деревнями и образовала город Калькутту.

### Глобальная борьба с Францией

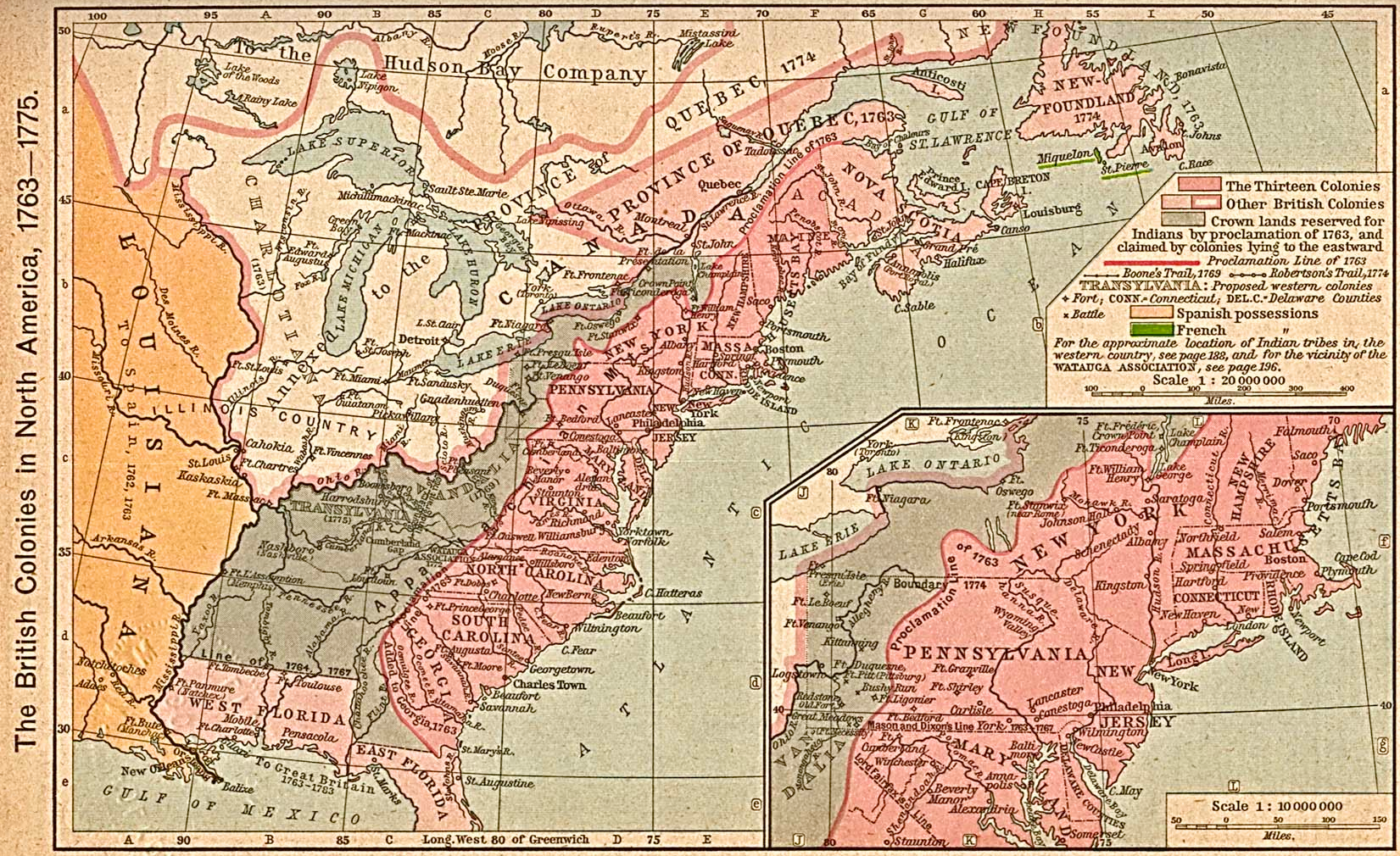
Британская Америка в 1763—1776 гг.

Война Аугсбургской лиги (1688—1697), в которой Англия и Голландия воевали совместно в союзе с другими державами против Франции оставила Англию более сильной колониальной державой, чем Голландия: последняя была вынуждена пожертвовать большую долю своего военного бюджета на дорогостоящую сухопутную войну в Европе. В XVIII веке Англия (с 1707 года Великобритания) вырастает в ведущую мировую колониальную державу, а Франция становится её главным соперником на имперском пути.
Смерть испанского короля Карла II в 1700 году, завещавшего Испанию и её обширную колониальную империю Филиппу Анжуйскому, внуку французского короля, показала, что перспектива объединения Франции, Испании и их колоний неприемлема для Англии и других европейских держав. В 1701 году Англия, Португалия и Голландия примкнули к Священной Римской империи в войне против Испании и Франции, которая длилась до 1714 года. По Утрехтскому мирному договору испанский король отказался от французского трона для себя и своих потомков. Кроме того, Испания потеряла все свои владения в Европе. Территории Британской империи расширились: от Франции она получила Ньюфаундленд и Акадию, а от Испании Гибралтар и Менорку. Гибралтар, который до сих пор остаётся британским доминионом, стал важной военно-морской базой и позволил Британии контролировать вход и выход из Средиземного моря в Атлантику. Менорка вернулась к Испании согласно Амьенскому миру в 1802 году, таким образом в течение столетия дважды сменив хозяина. Испания также уступила Британии права на выгодную торговлю рабами в Латинской Америке.
Начавшаяся в 1756 году Семилетняя война была первой войной, ведущейся в мировом масштабе: бои шли в Европе, Индии, Северной Америке, в Вест-Индии, на Филиппинах и на берегах Африки. Подписанный в 1763 году в Париже мирный договор имел важные последствия для будущего Британской империи. В Северной Америке с французскими колониями было практически покончено. Франция признала британские претензии на землю Руперта, передала Новую Францию Великобритании, оставив под британским контролем значительное франкоговорящее население, а Луизиану уступила Испании в качестве компенсации за потерю Флориды, также перешедшей к Великобритании. В Индии в результате третьей карнатской войны под контролем Франции остались её анклавы, но с ограничениями в численности военных гарнизонов и с обязательством снабжать британских сателлитов, поставив французские колонии в Индии в подчинённое положение по отношению к британским. Таким образом, победа Великобритании над Францией во время Семилетней войны сделала её главной мировой колониальной державой.

## Становление «Второй Британской империи» (1783—1815)

### Потеря тринадцати американских колоний

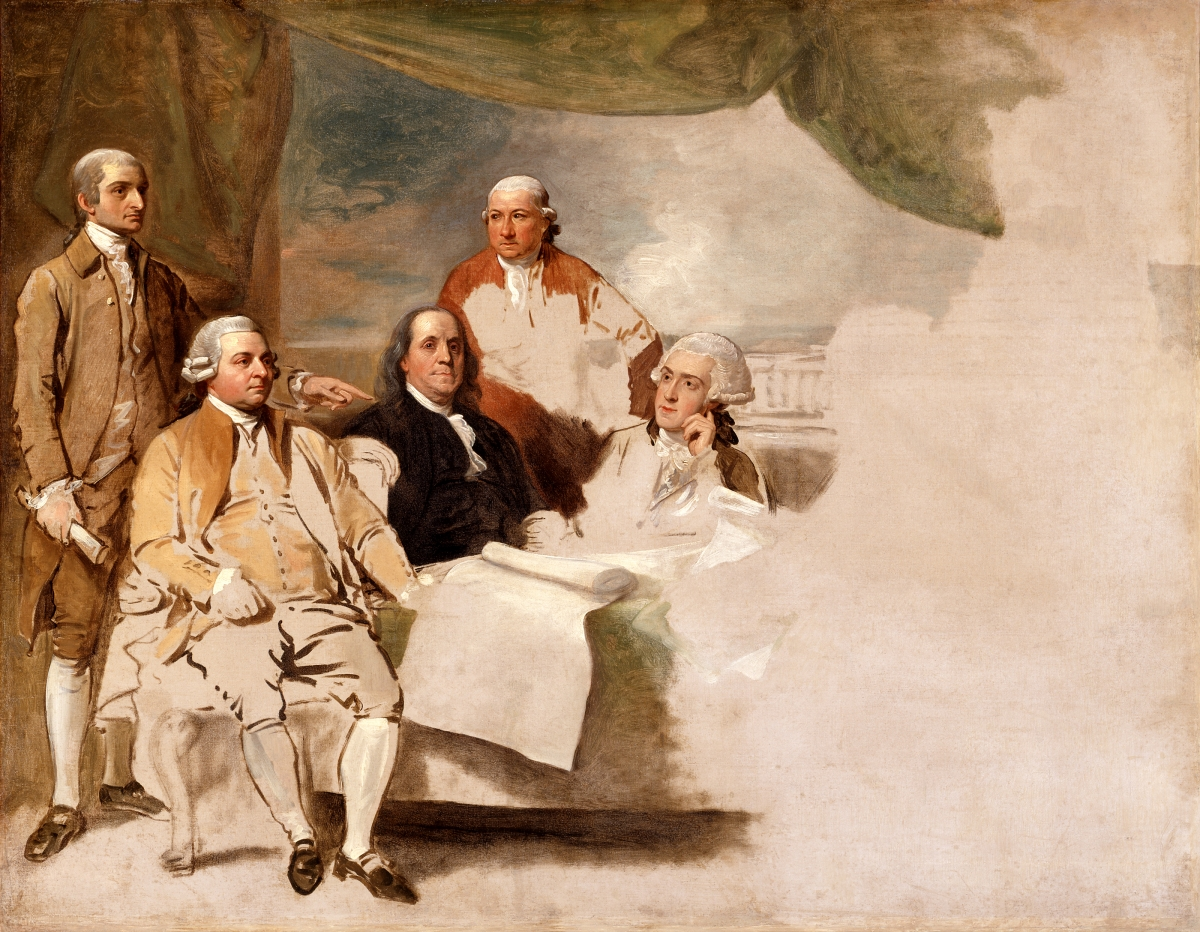
«Парижский договор», Бенджамин Уэст (1783). Изображены (слева направо): Джон Джей, Джон Адамс, Бенджамин Франклин, Генри Лоренс и Уильям Темпл Франклин. Британские уполномоченные отказались позировать, поэтому картина осталась незаконченной

В 1760-е и 1770-е годы отношения метрополии с тринадцатью колониями на американском континенте серьёзно ухудшились. Непосредственным поводом для недовольства колонистов стали попытки британского парламента обложить американских колонистов налогами без их согласия. Но главной причиной было установление полного господства Британской империи на североамериканском континенте. С одной стороны, это поставило её коренных жителей, индейцев, в зависимость от поставок оружия и прочих ремесленных изделий от англичан, в то время как ранее они могли получать эти товары от французов. Не доверяя индейцам, англичане запретили продавать индейцам оружие, что вызвало их восстание. Для умиротворения индейцев британское правительство вынуждено было пойти на уступки и запретить английским колонистам селиться на территориях бывших французских колоний, что также стало причиной недовольства со стороны земельных спекулянтов и фермеров. Кроме того, англичане вынуждены были и по окончании войны с Францией и подавления восстания индейцев содержать в колониях значительный контингент вооружённых сил, для чего колонии и были обложены дополнительными налогами. Колонисты, которые по окончании войны уже не нуждались в английской армии (ведь угроза в лице французов была ликвидирована раз и навсегда), лишь мешавшей их операциям на индейских территориях, восстали против дополнительных налогов и британского военного присутствия.
В 1775 году на континенте началась война за независимость, которая была провозглашена в следующем году. К 1783 году колонисты с помощью конкурирующих с Британией европейских держав, Франции, Испании и Нидерландов, эту войну выиграли, а Великобритания вынуждена была признать США в качестве независимого государства. В ходе войны американцы, в частности, предприняли попытку вторжения в Британскую Канаду, но франкоязычные колонисты их не поддержали, и Канада осталась британской. После признания независимости США в Великобританию и британскую Канаду бежали от 40 до 100 тысяч американских лоялистов. Из них 14 тысяч лоялистов поселились у реки Сент-Джон в колонии Новая Шотландия, оказавшись слишком далеко от колониального правительства в Галифаксе. В 1784 году британское правительство образовало из вновь прибывших англоязычных поселенцев новую колонию Нью-Брансуик. Конституционный акт 1791 года разделил провинции Канады на англоязычную Верхнюю Канаду, и в основном франкоязычную Нижнюю Канаду.
Потеря стратегически важных территорий в английской Америке воспринимается историками как граница между «первой» и «второй» Британскими империями. После этого метрополия сосредоточилась на экспансии в Азии, бассейне Тихого океана и затем в Африке. Работа Адама Смита «Исследование о природе и причинах богатства народов», опубликованная в 1776 году, отстаивает принцип свободной торговли в противовес протекционизму более ранних колониальных империй — Испании и Португалии. Рост торговли между Британией и только что добившимися независимости Соединёнными Штатами после 1783 года подтвердил, что политический контроль со стороны метрополии необязателен для экономического роста европейских колоний в других частях света.
Во время Наполеоновских войн Британская империя в последний раз попыталась восстановить контроль над утраченными североамериканскими колониями. Чтобы воспрепятствовать американо-французской торговле, британский военный флот обыскивал американские корабли под предлогом поиска английских дезертиров. Во время новой вспыхнувшей англо-американской войны англичанам удалось на время захватить Вашингтон, но к окончанию войны в 1815 году обе стороны остались на довоенных границах.

### Правление Ост-Индской компании в Индии

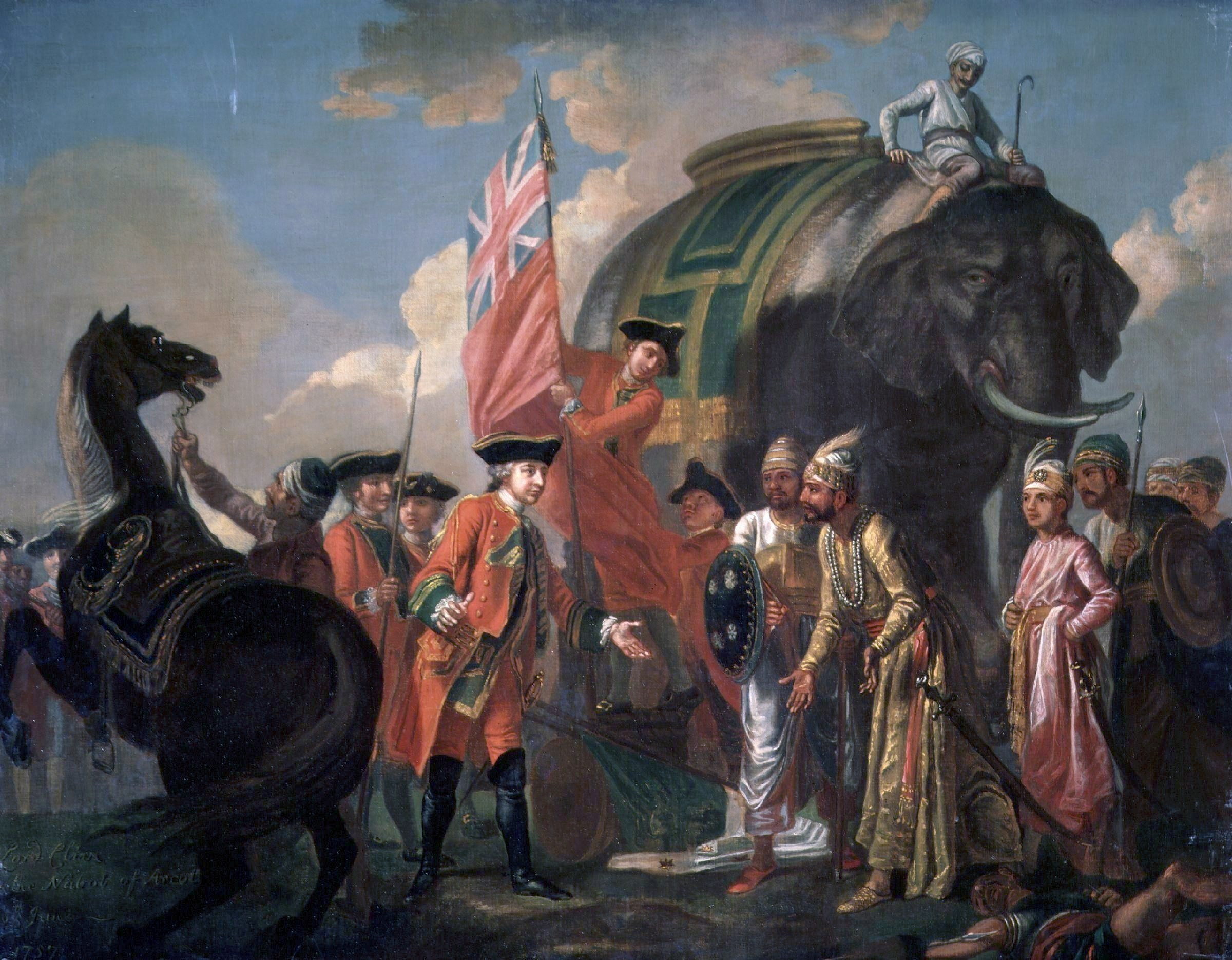
Победа Роберта Клайва в битве при Плесси превратила Ост-Индскую компанию из торговой империи в ведущую военную силу. Художник Френсис Хаймэн (1708—1776 гг.), холст, масло, ок. 1760 г.

В течение первых ста лет своей деятельности Британская Ост-Индская компания фокусировалась на торговых операциях на индийском субконтиненте. Она и не думала бросать вызов империи Великих Моголов, от которой получила права на торговлю в 1617 году. Однако к XVIII веку империя Моголов пришла в упадок, а компания вступила в борьбу со своим конкурентом, французской Ост-Индской компанией. В битве при Плесси в 1757 году британцы во главе с Робертом Клайвом нанесли поражение французам и их индийским союзникам. Англичане получили контроль над Бенгалией, и стали ведущей военной и политической силой в Индии.
Во второй половине XVIII века компания расширила свои владения, управляя индийскими территориями либо напрямую, либо через местных марионеточных правителей под угрозой применения британской Индийской армии, состоявшей в основном из наёмных индийских солдат — сипаев. Основным методом колониального захвата Индии стали «субсидиарные договоры», система которых была впервые изобретена французскими колонизаторами, однако применена англичанами с бо́льшим размахом. В соответствии с этой системой, компания последовательно заставляла одно индийское княжество за другим подписать договор о выплате «субсидии» на содержание её наёмной армии, а также вести свои международные дела только через британского резидента.
Крах централизованного государства Великих Моголов привёл к распаду Индии на несколько сотен независимых княжеств, что сильно облегчило британскую экспансию. Лишь дважды компания столкнулась с серьёзным вооружённым сопротивлением, в первом случае со стороны Маратхской конфедерации, а во втором — государства сикхов. Против маратхов британцы вели три англо-маратхских войны, составив союз с их соседями, которые рассчитывали на военную добычу и территории. Первые столкновения с сикхами оказались для англичан неудачными. Однако с 1839 года государство сикхов погрузилось во внутренние раздоры и пришло в упадок. Тогда британцам удалось разбить сикхов во второй англо-сикхской войне.

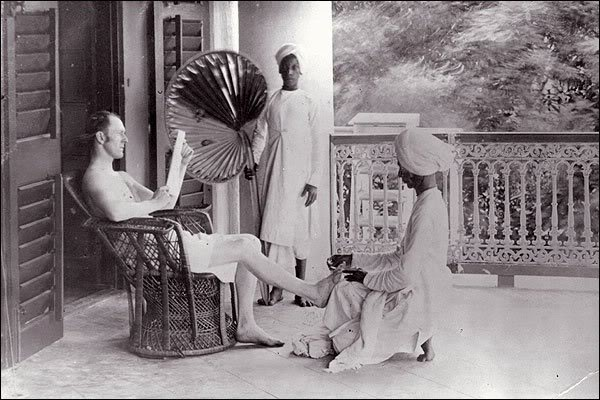
Британский господин и его слуги в Индии

К 1857 году вся Индия оказалась под властью Ост-Индской компании. Но в этом году вспыхнуло восстание сипаев. Оно положило конец правлению компании в Индии. Вместо него было введено прямое правление короны.

### Исследования Тихого океана
Начиная с 1718 года Англия ссылала в Америку осуждённых преступников, в количестве примерно тысячи человек в год. После потери тринадцати колоний в 1783 году британское правительство использовало для этой цели Австралию.
Западный берег Австралии был открыт в 1606 году голландским исследователем Виллемом Янсзоном. Голландская Ост-Индская компания дала новому континенту название Новая Голландия, однако не предпринимала никаких попыток его колонизации.
В 1770 году капитан Джеймс Кук во время исследования южной части Тихого океана открыл восточный берег Австралии и провозгласил континент собственностью Британии. В 1778 году Джозеф Бэнкс обосновал перед правительством необходимость основания в Австралии колонии из осуждённых ссыльнопоселенцев. Первый корабль с осуждёнными преступниками отправился в колонию Новый Южный Уэльс в 1787 году и прибыл в Австралию в 1788 году. В дальнейшем Великобритания продолжала отправлять ссыльных в Новый Южный Уэльс до 1840 года. Численность колонии к этому моменту достигла 56 тысяч человек, большинство из которых были осуждённые, бывшие осуждённые и их потомки. Австралийские колонии со временем стали экспортёрами шерсти и золота.
Во время своего путешествия Кук также посетил Новую Зеландию, впервые открытую голландским мореплавателем Тасманом в 1642 году, и объявил острова Северный и Южный собственностью Британской короны в 1769 и 1770 годах. Поначалу отношения между европейцами и коренным населением — маори — ограничивались торговлей. В первые десятилетия XIX века в Новой Зеландии появились постоянные английские поселения и многочисленные торговые фактории, сосредоточенные в основном на острове Северный. В 1839 году Новозеландская компания объявила об обширных планах по покупке земли и основании новых колоний. В 1840 году Вильям Гобсон и около 40 вождей маори подписали договор Вайтанги.

### Войны с наполеоновской Францией

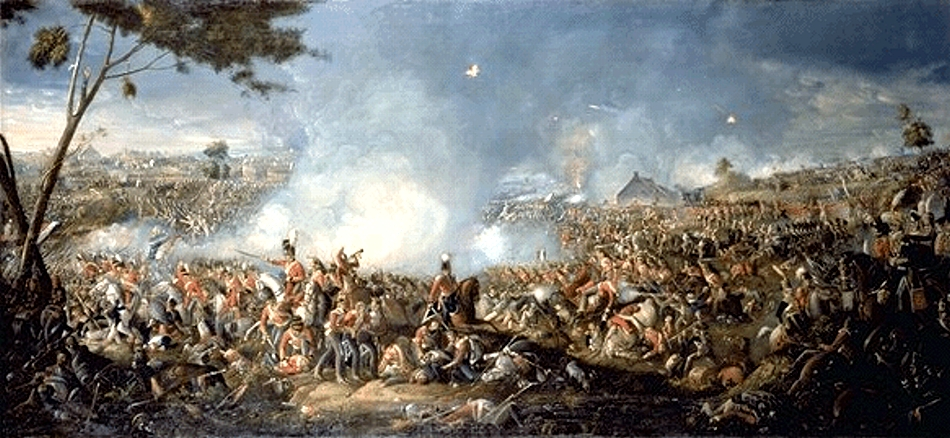
Битва при Ватерлоо, Художник Вильям Сэдлер (1782—1839)

Британия снова столкнулась с Францией после прихода к власти Наполеона Бонапарта. Он угрожал не только заморским колониям, но и самой Англии, составляя планы вторжения на Британские острова. Победа в наполеоновских войнах потребовала от Британской империи громадных ресурсов и усилий. Французские порты блокировались британским флотом. В 1805 году была одержана победа в решающей морской битве при Трафальгаре. Англичане атаковали также французские заморские колонии, а также колонии Голландии, которую Наполеон захватил в 1810 году.
Франция была окончательно побеждена в 1815 году. По итогам войны Великобритания захватила Ионические острова, Мальту, Сейшелы, Маврикий, Сент-Люсию, Тобаго; у Испании были отобран Тринидад, у Голландии — Гайана и Капская колония. Колонии Гваделупа, Мартиника, Гори, Французская Гвиана и Реюньон были позже возвращены Франции, а Ява и Суринам — Голландии.

### Отмена рабства

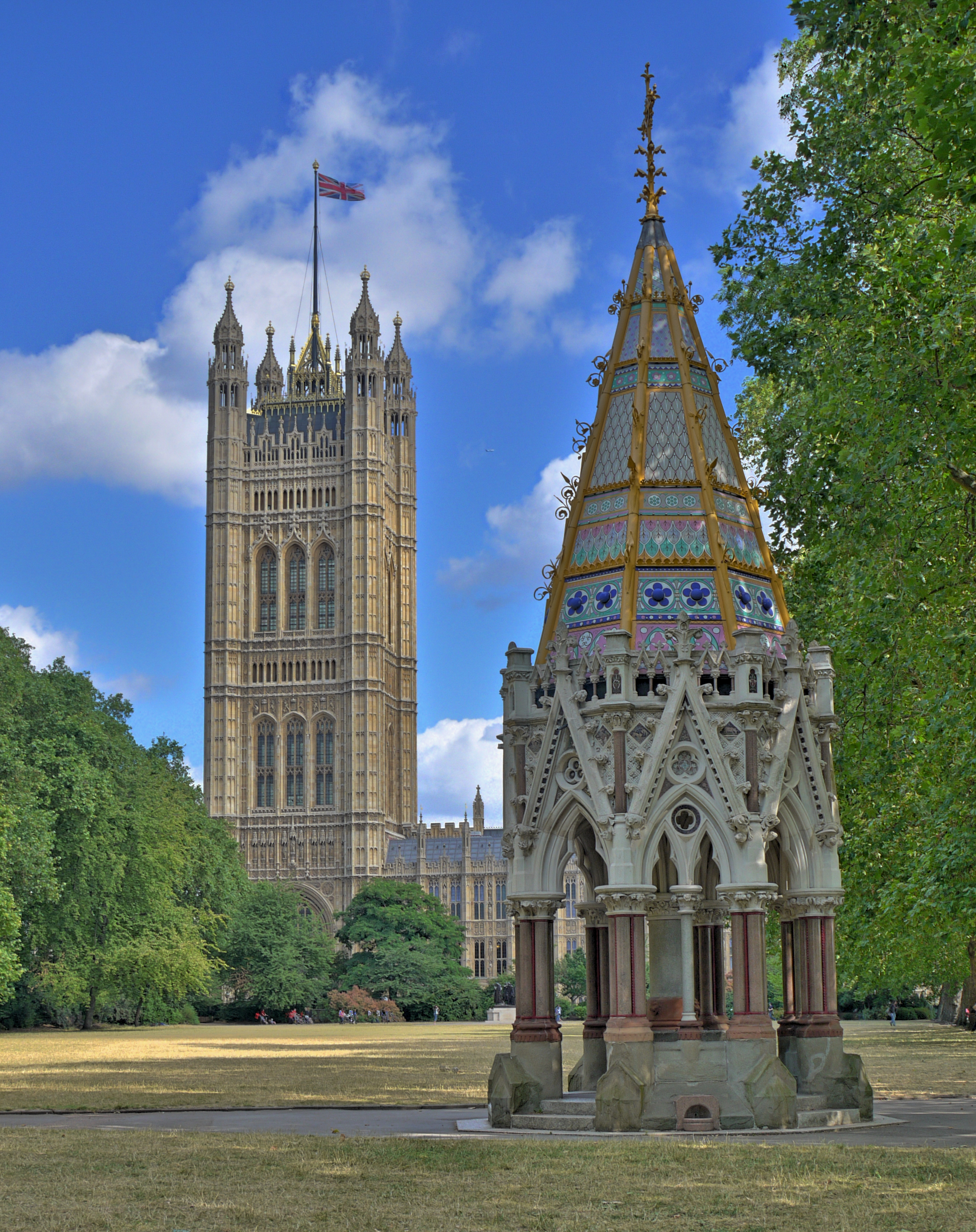
Мемориал Бакстона (Buxton Memorial Fountain), Лондон. Установлен в 1865 году в честь отмены рабства в Британской Империи

Усиление давления аболиционистов к началу XIX века привело к принятию в 1807 году Акта о запрете работорговли. Капитан корабля, пойманный с рабами на борту, должен был уплатить штраф в размере 100 фунтов стерлингов за каждого раба при рыночной цене 80 фунтов в Вест-Индии. В 1808 году Сьерра-Леоне провозгласили британской колонией освобождённых рабов.
В 1823 году возникло Общество против рабства, которое в конце концов продавило Акт об отмене рабства, принятый в 1833 году. По новому акту незаконной стала не только работорговля, но и само рабство. В августе 1834 года все рабы в Империи были объявлены свободными.

## Имперское столетие (1815—1914)

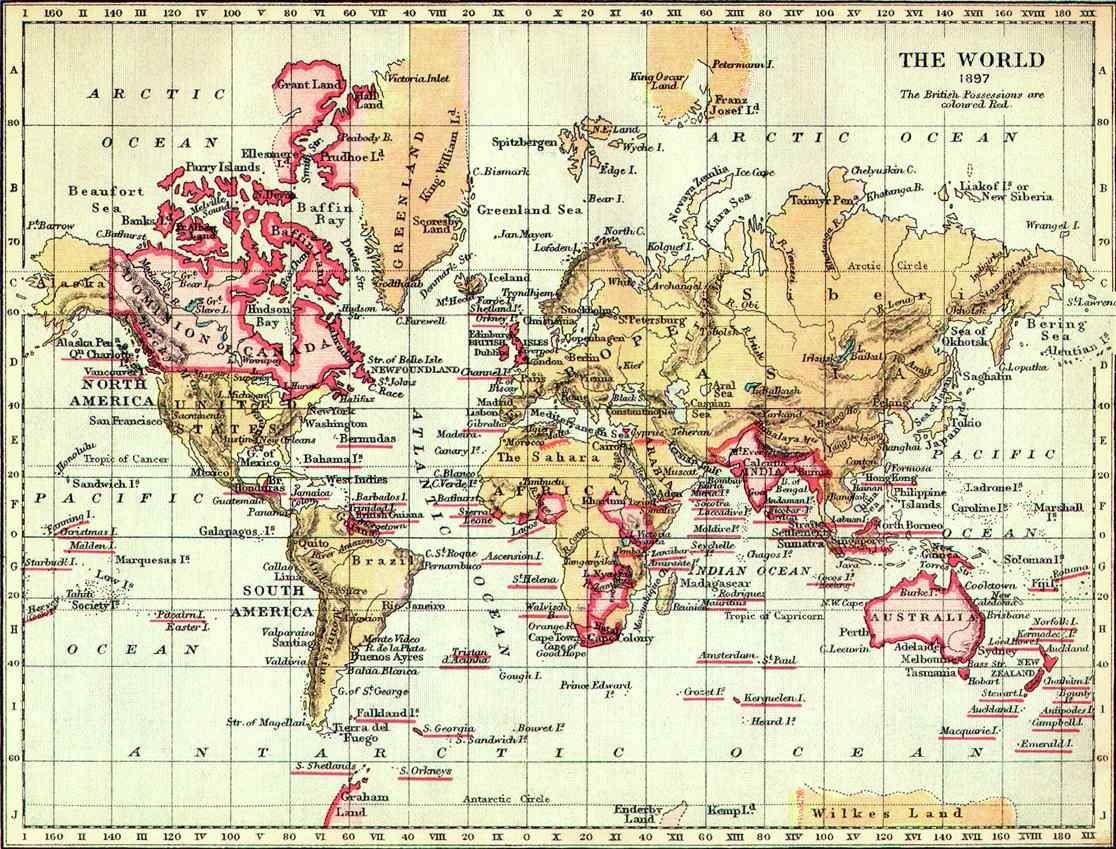
Британская империя в 1897 году. Розовый цвет — типичный цвет обозначения британских колоний на картах того времени

В период 1815—1914 гг. территория Британской империи доходит до 10 миллионов квадратных миль (25 899 891 км²), население — до 400 млн чел. После разгрома Наполеона у англичан не осталось соперников, способных противостоять им в глобальном масштабе. Лишь на региональном уровне интересы Британии могли сталкиваться с российскими в Азии, с французскими и позже немецкими в Африке, а также с американскими в Латинской Америке. Кроме того, Британская империя превратилась в ведущую морскую державу.
В эту эпоху Великобритания существенно подчинила себе также экономики многих формально независимых стран и регионов — Китая, Аргентины, Сиама. Появление во второй половине XIX века новых технологий — паровой машины и телеграфа — усиливает её империю, облегчая задачи контроля и обороны. К 1902 году вся империя покрывается сетью телеграфных кабелей.

### Азия
Главной целью имперской политики в Азии было удержание и расширение владений в Индии, как самых ценных и являющихся ключом к остальной Азии. Основным орудием экспансии в первой половине XIX века оставалась Ост-Индская Компания. Она впервые соединила свои войска с королевским флотом в Семилетней войне, затем её вооружённые силы участвовали в войнах и за пределами Индии: против Наполеона в Египте (1799 г.), при захвате Явы у Голландии (1811 г.), овладении Сингапуром (1819 г.) и Малаккой (1824 г.), при покорении Бирмы (1826 г.).

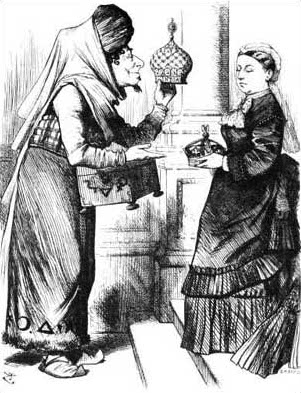
«Новая корона к старым». Политическая карикатура 1876 года Дизраэли преподносит королеве Виктории корону Индии

Ещё в 1730-х годах компания развивала со своей базы в Индии прибыльный экспорт опиума в Китай. Наркоторговля, с 1729 года объявленная династией Цин незаконной, помогла устранить внешнеторговый дефицит, вызывавший утечку серебра из Британской империи в Китай. В 1839 году китайские власти в Кантоне конфисковали 20 тысяч ящиков опиума. В ответ Великобритания начала Первую опиумную войну, по итогам которой ею был захвачен Гонконг, в то время ещё второстепенное поселение, а распространение наркомании в Китае достигло небывалых масштабов.
После восстания наёмных индийских солдат — сипаев — против британских командиров в 1857 году британское правительство ввело в Индии прямое правление («British Raj»), которое встроило колониальные власти во главе с генерал-губернатором в традиционную феодальную иерархию. Королева Виктория была коронована императрицей Индии. Ост-Индская компания после этого была ликвидирована (1858 г.).
В конце XIX века из-за неурожая и неудачного регулирования торговых пошлин в Индии отмечались случаи массового голода, от которого погибло около 15 млн чел. Чтобы предотвратить подобные события в дальнейшем, британское правительство принимало меры к расследованию причин катастрофы и устранению угрозы её повторения, эффект от которых отмечался в начале XX века.

### Конкуренция с Россией
В XIX веке Британская и Российская империи пытались заполнить политический вакуум, образовавшийся в Азии с упадком Османской империи, Персии и Цинского Китая. Победы России в русско-персидской (1826—1828 годов) и русско-турецкой (1828—1829 годов) войнах вызвали беспокойство Британии, которая начала опасаться русского вторжения в Индию. Чтобы опередить своего геополитического соперника, в 1839 году Британия предприняла первую попытку захватить Афганистан, однако Первая англо-афганская война закончилась для неё катастрофой.
В 1853 году усиливается политическое присутствие России на Балканах. Англия и Франция, опасавшиеся усиления влияния России в Средиземноморье и на Ближнем Востоке, вступили в Крымскую войну (1854—1856), продемонстрировавшую их технологическое превосходство и несколько ослабившую влияние России на международной арене.
В течение следующих двадцати лет Британия присоединила Белуджистан (1876 г.), а Россия — территории современных Кыргызстана, Казахстана и Туркменистана. В 1878 году две империи впервые договорились о разделе сфер влияния в Азии. Тем не менее, в 1902 году Англия заключила направленный против России союз с Японией. Во время русско-японской войны Британская империя, официально сохраняя нейтралитет, тайно поставляла вооружение и боеприпасы в Японию, предоставляя последней военные кредиты, что способствовало военному поражению и ослаблению Российской империи.
В 1907 году Россия присоединилась к англо-французскому военному союзу (Антанте), направленному против Германии, и две враждующие империи стали союзницами. Одновременно Россия признала протекторат Британии над Афганистаном, а Персия (Иран) была разделена на русскую и английскую сферы влияния. На такие же сферы влияния между европейскими державами был разделён Китай.

### Африка, от Кейптауна до Каира
Капская колония, доставшаяся Британии после наполеоновских войн, была основана в 1652 году на юге Африки голландской Ост-Индской компанией, как перевалочная база между метрополией и колониями в Азии. C 1820 года сюда началась массовая английская иммиграция. Во время Великого трека конца 1830-х — начала 1840-х годов, тысячи буров покинули колонию и ушли на север, основав там свои новые республики Трансвааль (1852—1877, 1881—1902 гг.) и Оранжевое свободное государство (1854—1902 гг.). Они враждовали как с британцами, так и с африканским народами сото и зулу. По итогам второй англо-бурской войны (1899—1902 гг.) бурские республики также были присоединены к Британской империи.

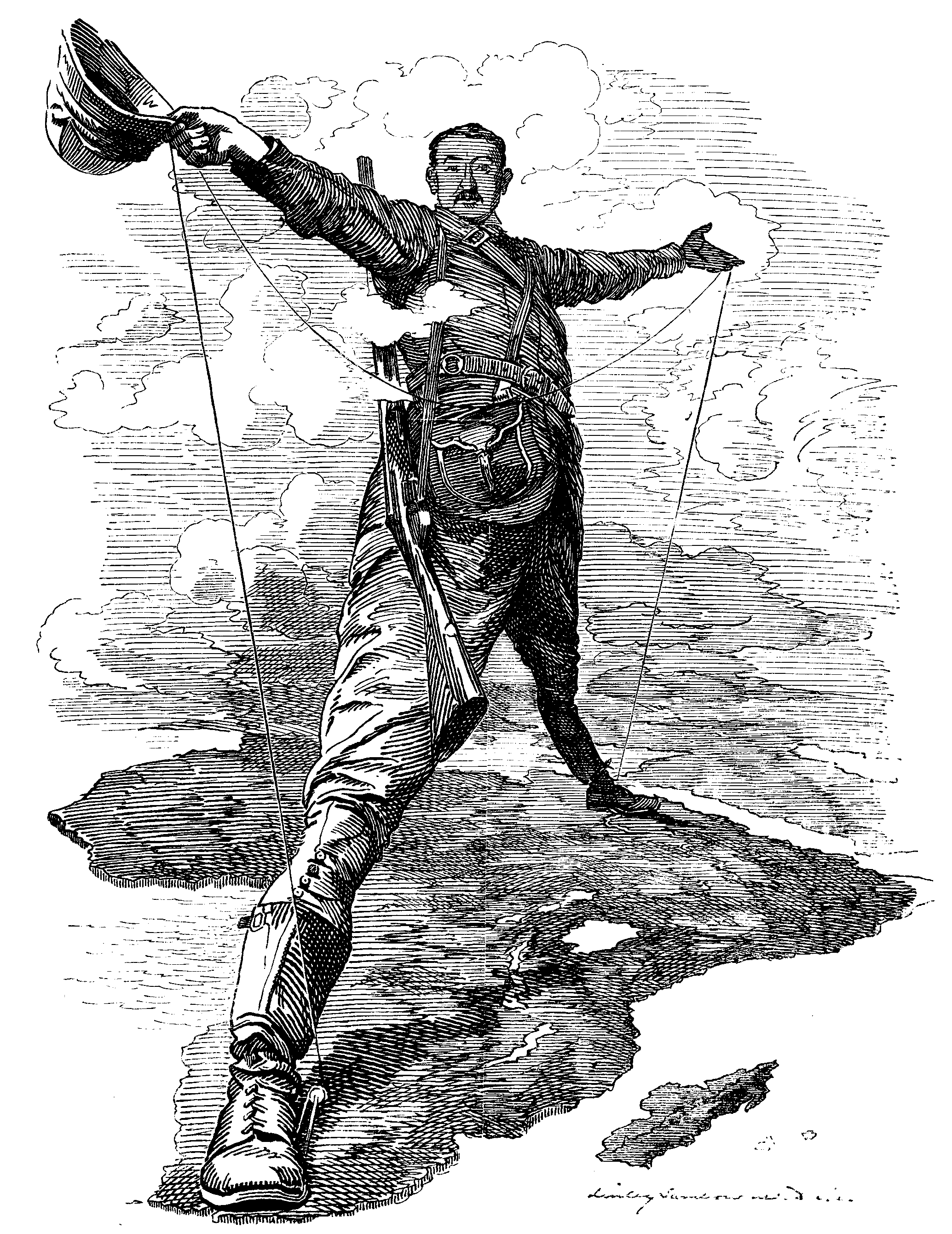
Колосс Родский (по аналогии с Колоссом Родосским) — Сесиль Родс покрывает расстояние от Капской колонии до Каира.

В 1869 году Наполеон III открыл Суэцкий канал, соединивший Средиземное и Красное моря. В 1875 году британское правительство Бенджамина Дизраэли выкупило за 4 млн фунтов у правителя Египта Исмаила-паши 44 % акций канала. Вначале над ним был установлен совместный англо-французский контроль, а в 1882 году регион канала был оккупирован британскими войсками. Англо-французская конкуренция из-за Суэцкого канала закончилась в 1902 году признанием его нейтральной территорией, хотя де-факто он оставался под контролем британских войск до 1954 года.
С усилением активности Франции, Бельгии и Португалии в нижнем течении реки Конго, между европейскими державами началась «Драка за Африку». Разногласия пытались урегулировать на Берлинской конференции в 1884—1885 гг. путём определения критериев международного признания территориальных претензий на африканские территории на основании «эффективности оккупации». Конкуренция между колониальными империями продолжалась до 1890-х годов и вынудила, в частности, Великобританию пересмотреть своё решение 1885 года вывести свои войска из Судана. Объединённые англо-египетские силы подавили восстание махдистов в 1896 году и дали отпор французскому вторжению в Фашоду. После этого Судан был формально провозглашён совместной англо-египетской колонией, но фактически остался под британским контролем.
Британский колонизатор Сесиль Родс, первопроходец британской экспансии в Южной Африке, выступил с предложением строительства трансафриканской телеграфной линии и железной дороги Кейптаун — Каир, которая должна была связать стратегически важный Суэцкий канал с богатой полезными ископаемыми Южной Африкой. В 1888 году Родс, опираясь на принадлежащую ему частную Британскую Южно-Африканскую компанию, захватил обширную территорию, названую в его честь — Родезия. С появлением автомобилей, одновременно на разных участках началось строительство связующего всю Африку шоссе Каир-Кейптаун, а также местных автомобильных дорог.

### Изменение статуса «белых» колоний
Путь к независимости «белых» колоний Британии начался в 1839 году с отчёта Дарема, провозгласившего объединение и самоуправление двух канадских провинций, как способ борьбы с волнениями. Акт о союзе 1840 года создал провинцию Канада. В Новой Шотландии Ответственное правительство впервые появилось в 1848 году, этот опыт вскоре был распространён и на остальные колонии в Британской Северной Америке. В 1867 году Верхняя и Нижняя Канады, Нью-Брансуик и Новая Шотландия были объединены в доминион Канада, конфедерацию с полным самоуправлением, за исключением иностранных дел.

Неофициальный флаг Британской империи, используемый на патриотических мероприятиях, объединяющий гербы доминионов, чтобы показать их растущее значениe

Австралия и Новая Зеландия получили аналогичное самоуправление в 1900 году, а австралийские колонии объединились в федерацию в 1901 году. Статус доминиона был предложен на Имперской конференции 1907 года применительно к Канаде, Ньюфаундленду, Австралии и Новой Зеландии. В 1910 году Капская колония, Наталь, Трансвааль и Колония Оранжевой реки объединяются в Южно-Африканский Союз, который также получил статус доминиона.
Последние десятилетия XIX века ознаменовались борьбой за самоуправление Ирландии. Ирландия вошла в состав Соединённого Королевства после восстания 1798 года, в соответствии с Актом союза 1800 года, и стала жертвой нескольких вспышек голода между 1845 и 1852 годами. Премьер-министр Вильям Гладстон поддерживал идею самоуправления Ирландии, считая, что эта страна сможет стать таким же доминионом в составе Империи, как и Канада. Однако в парламенте в 1886 году законопроект о самоуправлении Ирландии провалился, так как многие опасались, что частичная независимость Ирландии может создать угрозу безопасности Великобритании, или вообще вызвать распад Империи. Второй законопроект также провалился и лишь третий прошёл парламент в 1914 году, но в связи с началом Первой мировой войны так и не был реализован, что вызвало в Ирландии Пасхальное восстание 1916 года.

## Мировые войны (1914—1945)
К началу XX века Германия превратилась в быстро растущую военную и индустриальную державу. Великобритания начала опасаться за свою будущую способность защитить метрополию и целостность империи, сохраняя политику «блестящей изоляции». Рассматривая Германию, как потенциального противника в будущей войне, Британская империя пошла на сближение со своими старыми врагами, Францией и Россией (союзы 1904 и 1907 годов).

### Первая мировая война

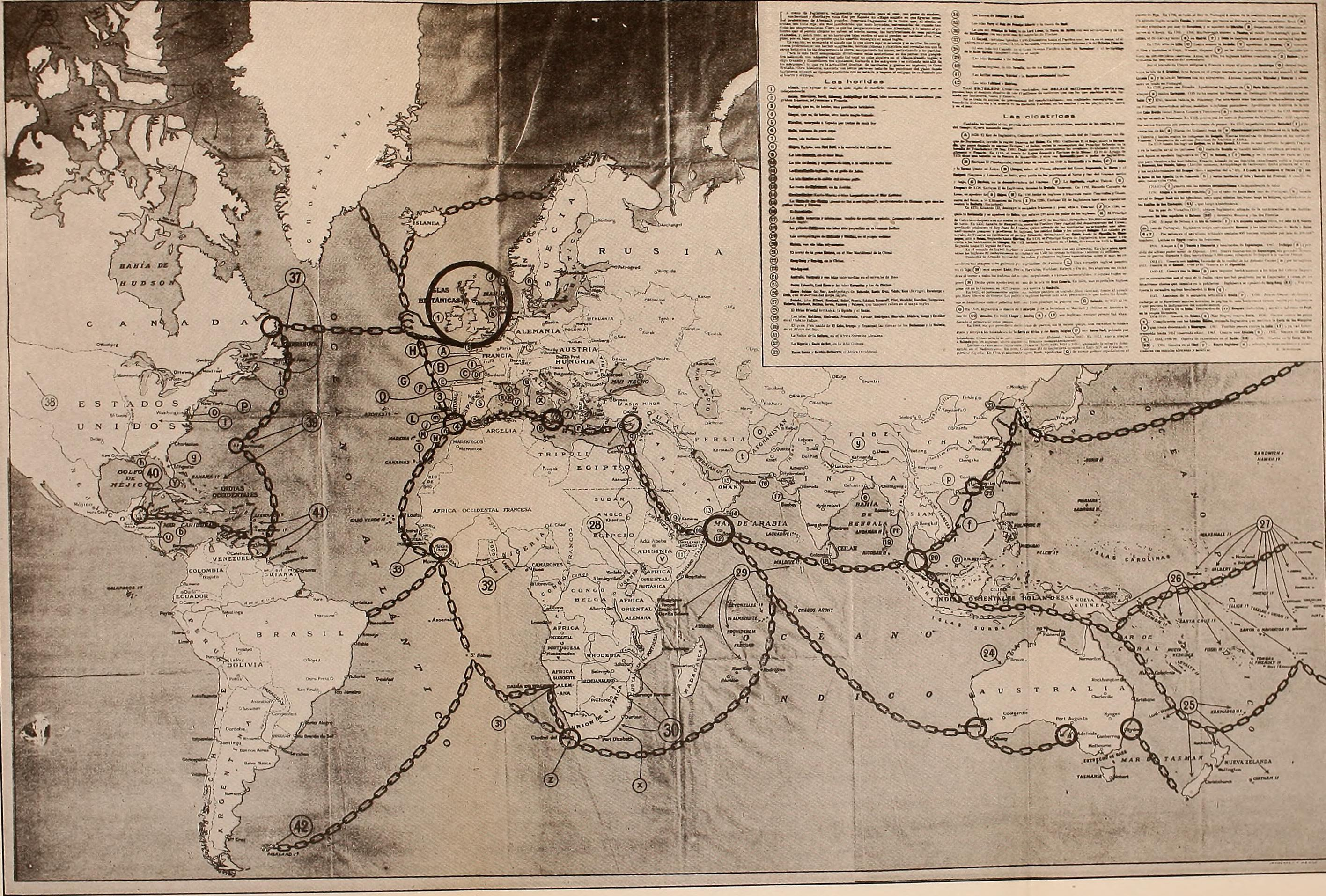
«Мир закованный в путы англичанами» — испанский плакат времён Первой мировой войны

В 1914 году между двумя блоками европейских держав началась война. Её объявление автоматически затронуло все колонии и доминионы Британской империи, предоставившие своей метрополии неоценимую военную, финансовую и материальную поддержку. Более 2,5 млн человек служили в армиях доминионов, и многие тысячи добровольцев были завербованы в королевских колониях. Большинство немецких колоний в Африке вскоре были захвачены британскими войсками, в то время как на Тихом океане Австралия и Новая Зеландия оккупировали соответственно немецкую Новую Гвинею и Самоа.
Вклад, сделанный войсками Австралии и Новой Зеландии в кампанию Галлиполи в 1915 году, оказал огромное влияние на формирование в этих странах национального самосознания. Канада рассматривает в том же свете битву при Вими. Важный вклад доминионов в победу был признан британским премьер-министром Ллойд Джорджем, который в 1917 году пригласил премьер-министров всех доминионов присоединиться к Имперскому военному кабинету для совместной координации имперской политики.
По условиям Версальского договора, подписанного в 1919 году, империя увеличилась на 1 800 000 квадратных миль (4 662 000 км²) и на 13 миллионов человек, достигнув максимального расширения за всю свою историю. Колонии Германии и многие национальные окраины Османской империи были разделены между победителями согласно мандатам Лиги Наций.
Британия закрепила свой статус на Кипре (фактически контроль над островом был получен в 1878 году, затем он был формально аннексирован в 1914 году и объявлен королевской колонией в 1925 году), в Палестине и Трансиордании, Ираке, нескольких регионах Камеруна и Того, также в Танганьике. Доминионы получили свои собственные мандаты: Юго-Западная Африка (современная Намибия) досталась Южно-Африканскому Союзу, Австралия получила немецкую Новую Гвинею, Новая Зеландия — Западное Самоа. Науру стало совместной колонией метрополии и двух тихоокеанских доминионов.

### Межвоенный период
Экономика Британской империи в межвоенный период продолжала укрепляться: экспорт в колонии и доминионы увеличился с 32 до 39 % всего заморского экспорта, импорт — с 24 до 37 %.
Новую угрозу сложившемуся в XIX веке мировому порядку создало усиление Японии и США, как морских держав, а также рост движения за независимость в Индии и Ирландии. Британской империи пришлось выбирать между союзом с Японией и союзом с США. Первоначально Британия выбрала Японию, подписав в 1922 году Вашингтонское морское соглашение, в котором США одновременно признавались равной с Британией морской державой. Союз с Японией в Великобритании подвергался критике в 1930-е годы, после того, как к власти в Японии пришли милитаристы, составившие союз с Германией, выходящей из Великой депрессии. Британия начала опасаться, что не сможет пережить одновременного нападения обоих этих государств.
В Ирландии в связи с задержками предоставления самоуправления значительно усилилась партия сторонников независимости Шинн Фейн. На парламентских выборах 1918 года она получила большинство мест от Ирландии, в 1919 году сформировала Ирландскую ассамблею в Дублине и провозгласила независимость. Ирландская республиканская армия начала партизанскую войну против британской администрации. Англо-ирландская война закончилась в 1921 году подписанием англо-ирландского соглашения. В соответствии с ним было создано Ирландское Свободное государство, доминион в составе империи.

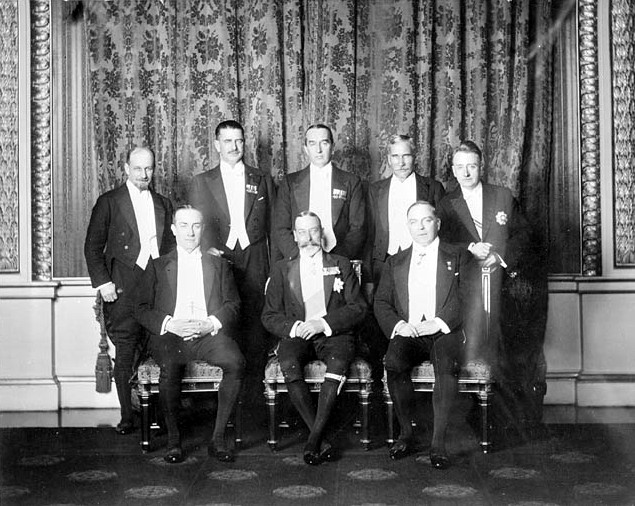
Король Георг V с премьер-министрами Британии и доминионов на Имперской конференции 1926 года

Северная Ирландия, представлявшая собой 6 из 32 ирландских графств, до сих пор остаётся в составе Соединённого Королевства в соответствии с Актом о правительстве Ирландии 1920 года.
Похожая борьба развернулась в Индии; Акт о правительстве Индии 1919 года не удовлетворил сторонников независимости. Британские колониальные власти опасались масштабных коммунистических и иностранных заговоров с целью свержения существующего строя и прибегли к репрессивным мерам, в частности, в Пенджабе. В ответ Махатма Ганди инициировал Движение за несотрудничество, фактически ставшее кампанией бойкота англичан со стороны населения Индии (см. Сатьяграха). 10 марта 1922 года Ганди был арестован и 18 марта осуждён на два года лишения свободы за публикацию экстремистских материалов.
В 1922 году Египет, в начале Первой мировой войны объявленный британским протекторатом, получил формальную независимость, но фактически остался под управлением марионеточного правительства до 1954 года. Британские войска присутствовали в Египте до подписания англо-египетского договора 1936 года. Он предусматривал вывод войск, за исключением остающихся для охраны Суэцкого канала. После этого Египет присоединился к Лиге Наций. Ирак, мандат на управление которым Британия получила в 1919 году, в 1932 году также стал независимым и присоединился к Лиге Наций.
Имперская конференция 1923 года признала право доминионов проводить собственную внешнюю политику независимо от метрополии. Годом ранее, во время Чанакского кризиса в Турции, Британия вновь запросила военную помощь доминионов, но Канада и Южная Африка на этот раз отказались от участия. Под давлением Ирландии и Южной Африки, Имперская конференция 1926 года приняла декларацию Бальфура, которая признала доминионы «автономными общинами в составе Британской империи, имеющими равный статус, и никаким образом друг другу не подчиняющимися». Фактически это был распад «Второй империи», и далее в обиход вошёл термин «Британское Содружество наций».
Декларация Бальфура была узаконена Вестминстерским статутом 1931 года. С этого момента парламенты Канады, Австралии, Новой Зеландии, Южной Африки, Ирландского Свободного государства и Ньюфаундленда стали независимы от законодательной системы Британии. Они могли отменять британские законы на своей территории, а метрополия потеряла возможность проводить законы без поддержки доминионов. Ньюфаундленд отказался от своего статуса в 1933 году, в связи с финансовыми трудностями, вызванными Великой депрессией. Ирландия в дальнейшем продолжала отдаляться от Великобритании, приняв в 1937 году новую Конституцию, сделавшую её независимой республикой во всём, кроме названия.

### Вторая мировая война
Объявление войны метрополией вновь автоматически затронуло её колонии, в том числе Индию, однако доминионы теперь уже имели право отказаться от объявления войны Германии. Из них Канада, Южная Африка, Австралия и Новая Зеландия вскоре всё-таки объявили войну. Ирландия, как уже бывший доминион Империи, отказалась, оставшись нейтральной на весь период Второй мировой войны.

Австралия ожидает японского вторжения

После падения Франции в 1940 году Империя формально осталась один на один против Германии и её союзников, вплоть до нападения Германии на СССР в 1941 году. Британский премьер-министр Уинстон Черчилль активно запрашивал у американского президента Франклина Рузвельта военную помощь. В августе 1941 года обе державы подписали Атлантическую хартию, объявлявшую, что «права всех народов выбирать форму правления, при которой они живут» должны уважаться. Эта фраза была двусмысленной, здесь могли иметься в виду как оккупированные европейские государства, так и страны, колонизированные европейцами и самой Британией.
В декабре 1941 года Япония атаковала британскую Малайю, американскую базу в Пёрл-Харборе и Гонконг. Япония превратилась в имперскую силу на Дальнем Востоке после победы над Китаем в Первой японо-китайской войне 1895 года и выдвинула доктрину Великой азиатской сферы сопроцветания под своим началом. С вступлением США в войну Черчилль решил, что Британия теперь точно добьётся победы и Империя спасена. Однако быстрая потеря колоний необратимо подорвала имперский престиж Великобритании. Сильнее всего навредило ему падение Сингапура, который ранее казался неуязвимой крепостью и восточным аналогом Гибралтара.
Австралия и Новая Зеландия, оказавшиеся под ударом японцев, начали понимать, что Британия не в силах оборонять всю свою империю. Это подтолкнуло их к более тесным связям с Соединёнными Штатами, что привело к заключению после войны пакта АНЗЮС в 1951 году между Австралией, Новой Зеландией и США.

## Деколонизация и распад «Второй империи» (1945—1997)
Хотя Британия вошла в число победителей во Второй мировой войне, к концу войны страна пришла в состоянии разорения и фактической оккупации со стороны США. Великобритания оказалась на грани банкротства, которого удалось избежать только благодаря предоставленному в июле 1946 года американскому займу в 3,75 млрд долл (Anglo-American Loan Agreement). Последний платёж для погашения этого займа был произведён лишь в 2006 году.
В колониях резко усилилось антиколониальное движение. В начавшейся холодной войне между Советским Союзом и США, СССР помогал многочисленным колониям европейских стран обрести независимость. Расхожее в эту эпоху выражение «ветер перемен» означало, что дни Британской империи сочтены. Великобритания предпочла мирно уйти из своих колоний, передав власть стабильным некоммунистическим правительствам, тогда как Франция и Португалия начали дорогостоящие и безуспешные войны, пытаясь сохранить свои империи. В течение 1945—1965 годов количество имперских подданных за пределами метрополии упало с 700 млн до 5 млн, из них 3 млн проживали в Гонконге.

### Начало независимости

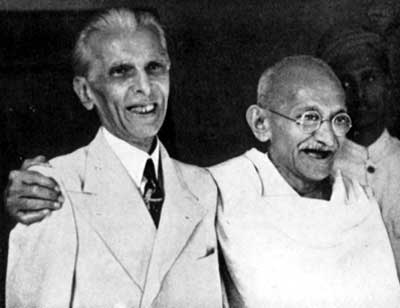
Мухаммад Али Джинна и Махатма Ганди, возглавлявшие мусульманскую и индуистскую общины во время борьбы за независимость Индии

На выборах 1945 года победила лейбористская партия, поддерживающая идею деколонизации. Лейбористское правительство во главе с Клементом Эттли обратилось к самому болезненному для империи вопросу — о независимости Индии. В этой колонии нарастал конфликт между двумя основными силами, Индийским национальным конгрессом и Мусульманской лигой, и обе требовали независимости. Конгресс выступал за создание унитарного светского государства. Лига, опасаясь, что мусульмане окажутся в нём в меньшинстве, желала создания отдельного исламского государства для регионов с исламским большинством. Нарастающие беспорядки и мятеж Королевского Индийского флота в 1946 году заставил премьер-министра пообещать Индии независимость не позднее 1948 года.
Чрезвычайность ситуации и реальная опасность гражданской войны заставили нового (и последнего) вице-короля Индии, лорда Маунтбеттена, провести в жизнь план разделения Индии 15 августа 1947 года. Британцы провели границы между индуистскими и исламскими регионами, оставив десятки миллионов человек в качестве меньшинств во вновь образованных государствах Индия и Пакистан. Миллионы человек пересекли границу в обоих направлениях, а жертвами межобщинного насилия стали сотни тысяч. Камнем преткновения, отравляющим отношения Индии и Пакистана до сих пор, стало бывшее княжество Джамму и Кашмир, присоединённое к Индии несмотря на то, что большинство его населения составляли мусульмане.

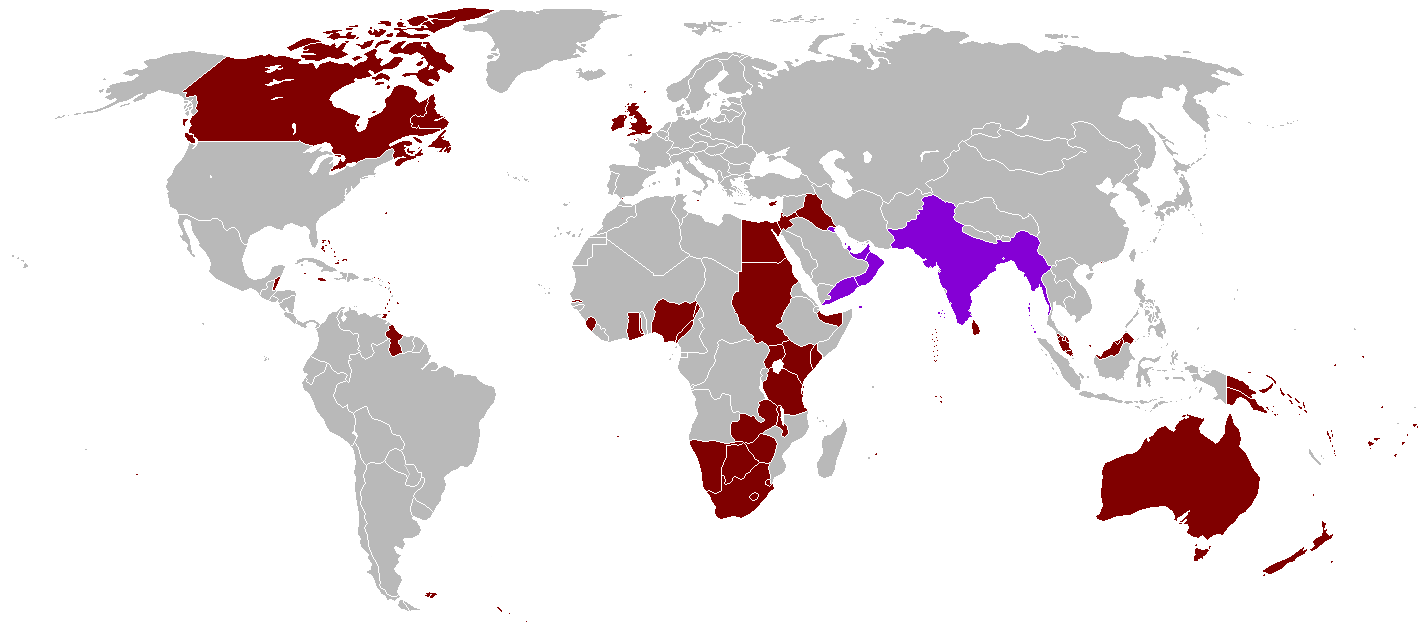
Британская империя в 1921 году

Бирма и Цейлон получили независимость в следующем 1948 году. Индия, Пакистан и Цейлон присоединились к Содружеству, тогда как Бирма отказалась.
В подмандатной британской Палестине возникли сходные проблемы. Здесь колониальные власти столкнулись с конфликтом между евреями и арабским большинством. Однако здесь сложностей было больше — множество еврейских беженцев из Европы искали в Палестине убежища, тогда как арабы требовали прекращения еврейской иммиграции. В 1947 году империя объявила о том, что в 1948 году выведет войска и откажется от своего мандата, передав вопрос о дальнейшей судьбе страны на рассмотрение преемницы Лиги Наций — ООН. Генеральная Ассамблея ООН приняла резолюцию № 181 о разделе Палестины на независимые еврейское и арабское государства при международном протекторате над городами Иерусалим и Вифлеем.
В Малайе во время войны возникло мощное антияпонское сопротивление. С поражением Японии оно повернуло оружие против британских колонизаторов, немедленно вернувших контроль над колонией, как ценным источником ресурсов. Движение состояло в основном из коммунистов китайской национальности, и Британия решила подавить восстание, опираясь на мусульманское малайское большинство. При этом имелось в виду, что после окончательного подавления восстания страна получит независимость и малайское некоммунистическое правительство. Война в Малайе продолжалась с 1948 до 1960 год, однако уже в 1957 году Великобритания решила предоставить независимость Федерации Малайя в составе Содружества. В 1963 году одиннадцать штатов федерации совместно с Сингапуром, Сараваком и британским Северным Борнео, присоединились к федерации, образовав Малайзию. Однако в 1965 году Сингапур, бывший городом с китайским большинством, был исключён из союза из-за трений между китайской и малайской общинами. Бруней, бывший британским протекторатом с 1888 года, отказался присоединяться к федерации, и сохранял свой статус вплоть до получения независимости в 1984 году.

### Суэцкий кризис и его последствия
В 1951 году к власти в Великобритании вернулось правительство консерваторов во главе с Черчиллем. Консерваторы верили, что положение Британии как мировой державы ещё можно сохранить, опираясь на Суэцкий канал, позволяющий империи доминировать на Ближнем Востоке, несмотря на потерю Индии. Они, однако, не могли игнорировать правительство Гамаля Абделя Насера, пришедшее к власти в Египте в 1952 году. В следующем году было заключено соглашение о выводе британских войск из зоны Суэцкого канала и признании независимости Судана к 1955 году.

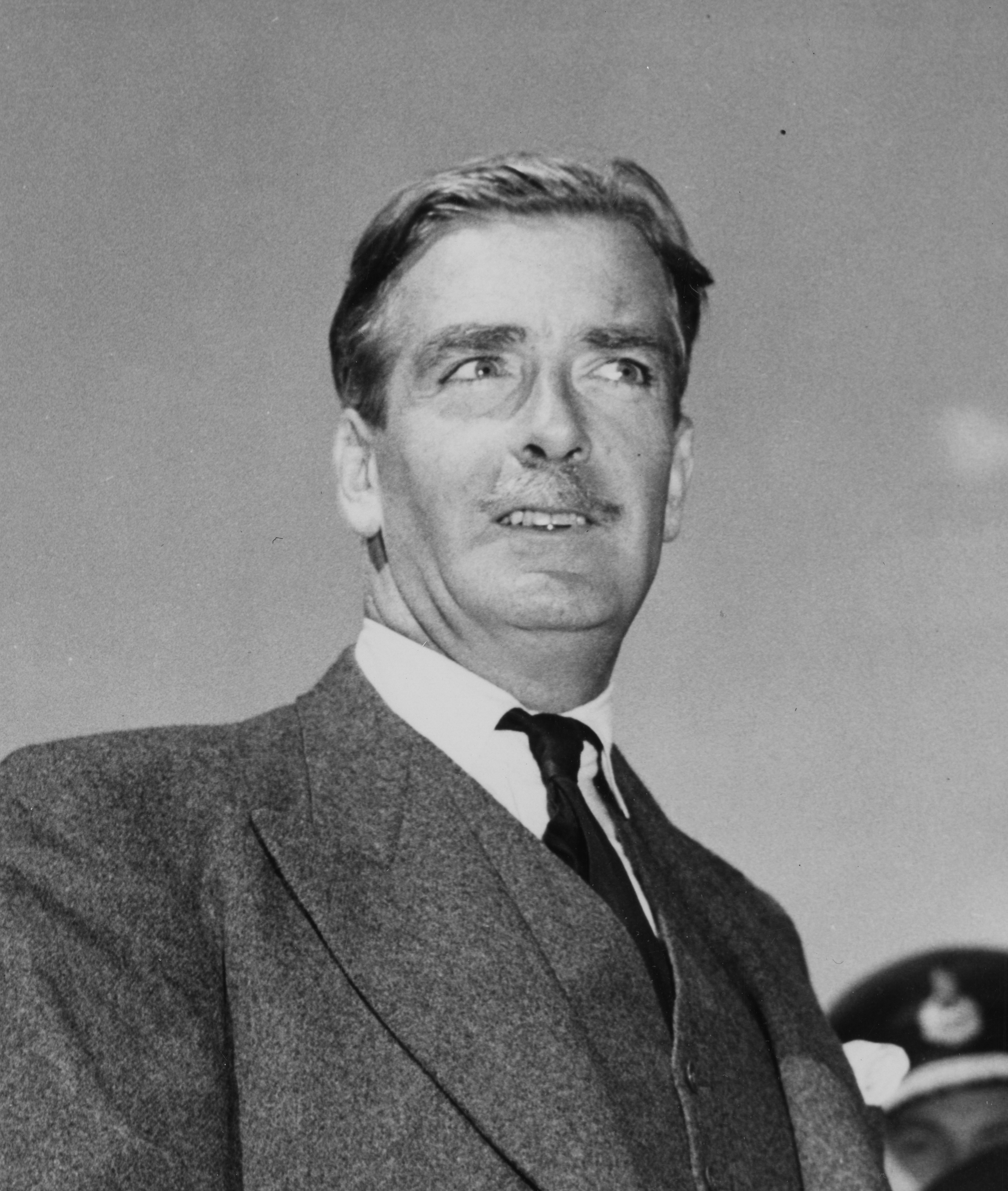
Премьер-министр Великобритании Энтони Иден накануне отставки

В июле 1956 года президент Насер национализировал Суэцкий канал. В ответ новый британский премьер-министр Энтони Иден составил тайное соглашение о том, что во время нападения Израиля на Египет Британия вмешается и захватит Суэцкий канал. Однако он не учёл реакции США. Американский президент Эйзенхауэр отказался поддержать операцию. США опасались начала широкомасштабной войны с СССР, после того, как Никита Хрущёв пообещал вмешаться в ситуацию на стороне Египта. Чтобы заставить англичан уступить, американцы прибегли к финансовому давлению, угрожая продать свои резервы в британских фунтах, и обрушить таким образом английскую валюту. В итоге, хотя военные действия были успешными, и канал был захвачен, давление международного сообщества вынудило Британию вскоре вывести войска, а сам Иден подал в отставку.
Суэцкий кризис публично продемонстрировал полный крах Британии как мировой державы. Национальная гордость была уязвлена, заставив одного из депутатов парламента описать произошедшее как «Ватерлоо Британии», а другого назвать саму Британию «сателлитом Америки». Маргарет Тэтчер назвала сложившееся в то время настроение умов «Суэцким синдромом». Избавиться от него Британии удалось только после успешного для неё конфликта 1982 года с Аргентиной из-за Фолклендских островов.
Хотя Суэцкий кризис сильно ослабил британское влияние на Ближнем Востоке, он не уничтожил его окончательно. Уже с одобрения американцев британская армия вторгалась в Оман (1957 г.), Иорданию (1958 г.), а также была введена в Кувейт в 1961 году для защиты этой страны от возможной иракской агрессии.
В 1967 году британские войска были выведены из Адена, в 1971 году из Бахрейна.

### Ветер перемен

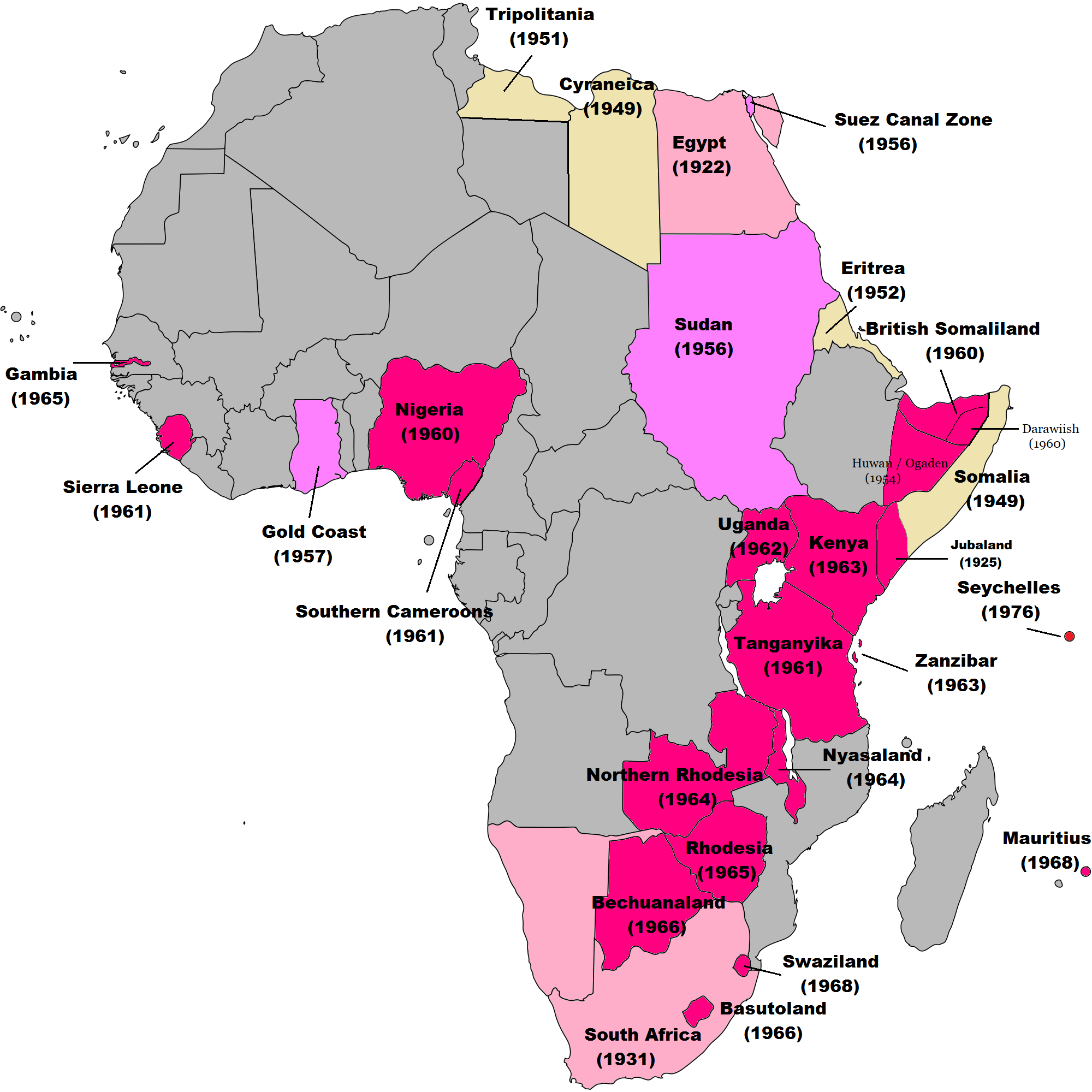
Деколонизация в Африке. К концу 1960-х годов почти все британские колонии кроме Родезии (в будущем Зимбабве) и Юго-Западной Африки (теперь Намибия) стали независимыми государствами

В феврале 1960 года британский премьер-министр МакМиллан произнёс речь в Кейптауне, ЮАР, в которой говорил о том, что «ветер перемен дует над этим континентом». МакМиллан хотел избежать колониальных войн, подобных той, что французы вели в Алжире, и поддерживал деколонизацию. Если в 1950-е годы независимость получили лишь три колонии — Судан, Золотой Берег (Гана) и Британская Малайя, то к 1968 году уже все британские колонии в Африке, за исключением Южной Родезии. Уход из региона английских войск создал большие проблемы для белых поселенцев, в частности, в Родезии. В 1965 году лидер белых поселенцев, премьер-министр Ян Смит в одностороннем порядке провозгласил независимость Родезии от Британской империи. Страна погрузилась в гражданскую войну между чёрными и белыми вплоть до 1979 года, когда Родезия временно вернулась под английское колониальное управление вплоть до проведения выборов под британским наблюдением. На выборах победил Роберт Мугабе, ставший премьер-министром вновь образованной страны Зимбабве.
В Средиземноморье британцы столкнулись с партизанской войной, начатой греками-киприотами. Война закончилась к 1960 году объявлением независимости Кипра, но Соединённое Королевство всё-таки удержало контроль над военными базами Акротири и Декелия. Острова Мальта и Гоцо получили независимость в 1964 году.
В 1958 году была образована Федерация Вест-Индии, которая уже к 1962 году развалилась в результате самоопределения Ямайки и Тринидада. Барбадос получил независимость в 1966 году, остальные английские острова в Карибском море — в 1970-х и 1980-х годах. Под властью Британии остались лишь Ангилья, острова Теркс и Кайкос, Британские Виргинские острова, Каймановы острова и Монтсеррат. Гайана получила независимость в 1966 году. Последнее британское владение в континентальной Америке, Британский Гондурас, стал самоуправляемой колонией под названием Белиз в 1973 году, и получил полную независимость в 1981 году. Территориальный спор Белиза с Гватемалой до сих пор остаётся нерешённым.
Британские владения в Тихом океане получают независимость между 1970 г. (Фиджи) и 1980 г. (Вануату). Предоставление независимости Вануату задержалось из-за конфликта между англо- и французоговорящими общинами, возникшего из-за того, что колония являлась совместным владением Англии и Франции. Фиджи, Тувалу, Соломоновы Острова, Папуа-Новая Гвинея стали Королевствами Содружества.

### Конец империи
К 1980—1981 годам с предоставлением независимости Родезии (теперь Зимбабве), Новым Гебридам (теперь Вануату) и Белизу процесс деколонизации в основном завершился. От прежней империи остались только разбросанные по всему миру островные владения и аванпосты. В 1982 году Британия в военном конфликте отстояла одну из своих последних колоний — Фолклендские острова, на которые претендует Аргентина, основываясь на притязаниях времён Испанской империи. Успешная военная операция англичан позволила многим говорить, что Британия вновь становится мировой державой.
В том же году Канада обрывает последнюю юридическую связь с метрополией. Акт о Канаде 1982 года, прошедший британский парламент, говорит, что для внесения изменений в конституцию Канады больше не требуются какие-либо согласования с Британией. Подобные акты были приняты в 1986 году в отношении Австралии и Новой Зеландии.
В сентябре 1982 года премьер-министр Маргарет Тэтчер предприняла путешествие в Пекин для обсуждения с правительством КНР будущего своей самой важной и населённой на тот момент колонии — Гонконга. Согласно Нанкинскому соглашению 1842 года, сам остров Гонконг был уступлен Британии «в бессрочное владение», однако большая часть колонии расположилась на Новых территориях, арендованных в 1898 году на срок 99 лет, который истекал в 1997 году. Попытки сохранить там британскую администрацию провалились. В 1984 году по совместному британо-китайскому заявлению Гонконг стал Специальным административным районом КНР, сохраняя свой строй на следующие полвека. Торжественная церемония передачи суверенитета над Гонконгом КНР состоялась в 1997 году с участием в ней Чарльза, принца Уэльского и стала завершением распада Британской Империи.

## Управление империей

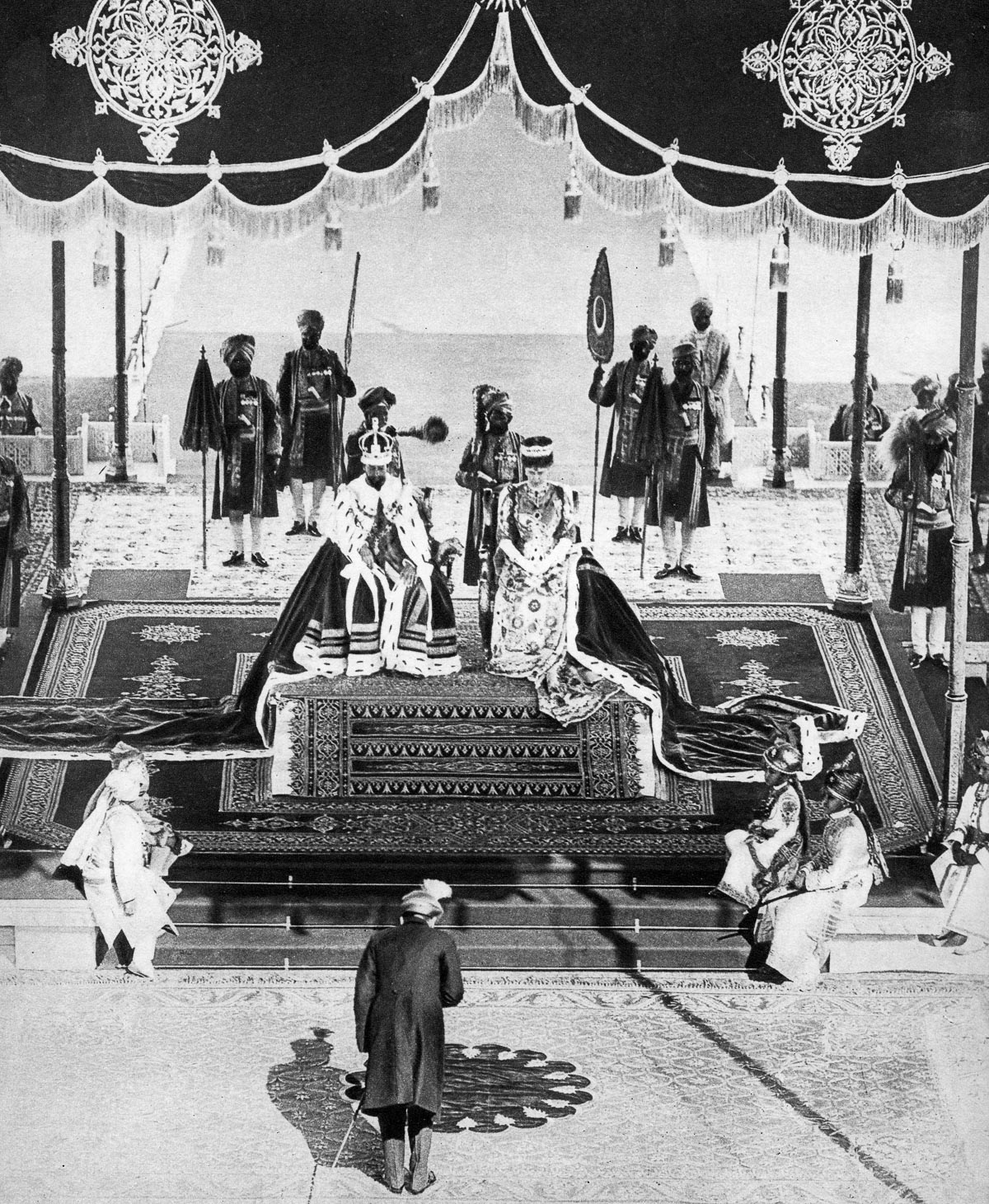
Низам Хайдарабада Асаф Джах VII приветствует британского короля Георга V и королеву Марию во время Делийского дарбара 1911 года

Территории, входившие в состав Британской империи, были весьма разнородными. Их можно разделить на следующие категории:
- территории, на которых преобладало местное население («цветные» колонии): Индия, Цейлон, колонии в Африке. К ним также можно отнести острова Карибского моря, основным населением которых были потомки вывезенных из Африки рабов;
- территории, населённые в основном европейцами («белые» или переселенческие колонии): Канада, Австралия и Новая Зеландия, частично также Южная Африка (Капская колония и колония Наталь);
- протектораты (формально независимые государства, находившиеся под защитой Британской империи): Бечуаналенд, Аден и другие;
- доминионы, имевшие внутреннюю автономию, но зависимые от метрополии в вопросах внешней политики (Канада с 1867 года, Австралия с 1901 года);
- отдельные острова, использовавшиеся как торговые центры и военные базы: Гонконг, Сингапур, Мальта и другие.

В большинстве британских колоний действовала система «косвенного управления», при которой колонизаторы сотрудничали с местными традиционными правителями, продолжавшими управлять населением, но под надзором колониального администратора. Местные элиты обеспечивали порядок на соответствующей территории. В колониях действовала двухуровневая система власти: на верхнем уровне находились британские губернаторы и суды, рассматривавшие дела европейцев, а на нижнем уровне сохранялась власть традиционной элиты и действовали местные традиционные суды.
В «белых» колониях (Австралия, Канада, Южная Африка) фактически также действовала косвенная система управления, поскольку с середины XIX века таким колониям стали предоставлять право формировать собственные органы управления (парламент и правительство). Они стали постепенно превращаться в почти независимые государства.

## Наследие Британской империи

Британские заморские территории и Коронные земли

В настоящее время Соединённое Королевство сохраняет суверенитет над 14 территориями за пределами Британских островов. В 2002 году они получили статус Британских заморских территорий. Некоторые из этих территорий необитаемы (кроме временного военного или научного персонала). Остальные имеют самоуправление различной степени и зависят от Великобритании в области международных дел и обороны.
Британский суверенитет над некоторыми заморскими территориями оспаривается соседями: на Гибралтар претендует Испания, на Фолклендские острова, Южную Георгию и Южные Сандвичевы острова — Аргентина, на Британскую территорию в Индийском океане — Маврикий и Сейшелы. Кроме того, Британская антарктическая территория является объектом противоречащих друг другу притязаний Аргентины и Чили, и многие государства вообще не признают чьих-либо территориальных претензий в Антарктиде (см. также Территориальные претензии в Антарктике).
Большинство бывших колоний входят в Британское содружество наций — неполитизированное добровольное объединение политически равных партнёров, в котором Соединённое королевство не имеет никаких привилегий. Пятнадцать членов Содружества считают главой государства британских монархов и являются королевствами Содружества.
Десятилетия, а иногда и столетия британского правления и британской иммиграции наложили отпечаток на многие независимые государства по всему миру. Политические границы, проведённые британцами, не всегда соответствовали реальному расселению народов, что вызвало множество конфликтов в Кашмире, Палестине, Судане, Нигерии и Шри-Ланке. Британская парламентская система стала образцом для государственной организации многих бывших колоний и других государств, а законодательство — для их юридических систем. Британский высший апелляционный суд до сих пор является высшей судебной инстанцией для нескольких бывших колоний в Карибском море и Тихом океане. Английский язык является родным для 400 млн чел., до 1 млрд разговаривают на нём, как на иностранном, хотя распространение языка связано также с культурным влиянием Соединённых Штатов. Британские миссионеры распространили англиканскую церковь на всех континентах, Англиканское сообщество в настоящее время насчитывает до 77 млн членов.
Во многих бывших частях империи до сих пор сохраняется колониальная архитектура — церкви, железнодорожные вокзалы, правительственные здания. Британские виды спорта — крикет, регби, гольф и др. распространились по всей империи, а футбол по сей день остаётся самым популярным видом спорта в большинстве стран мира. Также остаются очень популярными британская система мер и весов (имперская система) и левостороннее движение.
Миллионы колонистов оставили Британские острова, заселив переселенческие колонии — США, Канаду, Австралию, Новую Зеландию. Современное население этих стран в значительной степени состоит из потомков переселенцев из Британии и Ирландии. Протестанты британского происхождения составляют также большинство населения в Северной Ирландии и являются наряду с бурами одной из двух основных белых этнических групп в ЮАР.
В декабре 2019 года Лейбористская партия Великобритании опубликовала партийный манифест «Новый интернационализм», описывающий деятельность лейбористов в случае победы на выборах. Одним из его пунктов названо «изучение последствий колониальной политики Великобритании для оценки вклада Соединённого Королевства в динамику насилия и отсутствия безопасности в регионах, ранее находившихся под британским колониальным господством». В свою очередь, в 2020 году в проправительственных СМИ начали появляться публикации, защищающие колониальное прошлое государства.